# 守山区
守山区（もりやまく）は、名古屋市を構成する16行政区のひとつ。

## 概要
名古屋市の北東部に突き出たような形で位置し、区域は前身となる旧守山市の市域に相当する。
緑豊かな自然が残っており、名古屋市内としては比較的標高が高い土地が多い。北東端には市内最高峰（198m）の東谷山がある。
政令指定都市である名古屋市内にあって、比較的安価で広めの敷地を確保しやすいことや、自然豊かな環境であることが注目を集め、区内ほぼ全域で宅地開発が盛んになり、市内で3番目に人口の多い区となった。
名古屋市16区の中で唯一名古屋市営地下鉄の駅が存在しないが、区の西端（川西など）からは上飯田線上飯田駅が近いほか、区南部廿軒家付近では名城線砂田橋駅が近い。また区の南東にある森孝東からは東山線藤が丘駅が近い。区南部を東西に横断するように名鉄瀬戸線が、区の西部から北部庄内川沿いにかけてゆとりーとラインが走る。区の西側にはJR中央線の新守山駅がある。
守山スマートインターチェンジの整備や名鉄瀬戸線の立体交差事業、歴史の里の整備、人・自然・科学が調和する「志段味ヒューマン・サイエンス・タウン」など、新しいまちづくりが進められている。

## 地理

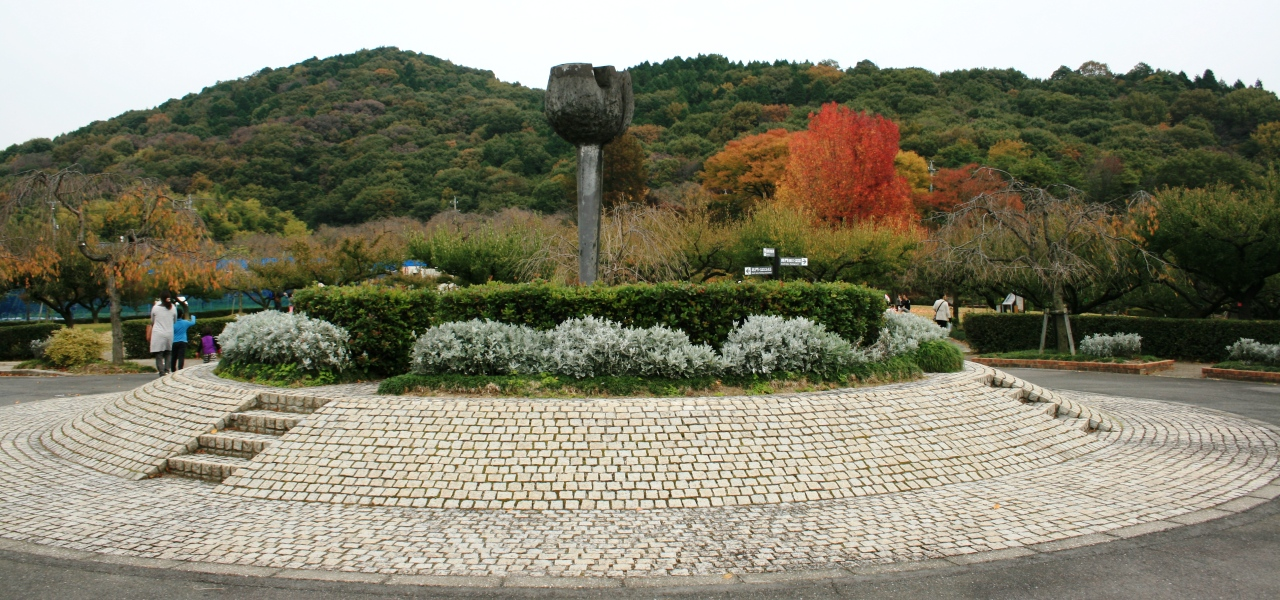
東谷山

### 地形
南に矢田川、北に庄内川を配する地形で、区の東北端の東谷山から西南に向かって連なる洪積層台地の丘陵地域が区の相当部分を占めている。
二つの河川に沿った地域には、数多くの遺跡が見られるように、肥沃な農地が育てられ、古くからこの地域の発展を促してきた。
このような地形、環境は、清新な空気と豊かな緑をはぐくみ、住宅地としての好条件となっている。市内第3位の人口を有し、名古屋市有数のベッドタウンとして目覚ましい発展を見せているとともに、社会福祉施設の立地条件に適し、文教地区としても生かされている。

#### 山岳
主な山
- 東谷山（標高198m、名古屋市で一番標高が高い）

#### 河川
主な川
- 矢田川（南側を流れる）
- 香流川
- 庄内川（北側を流れる）
- 白沢川

### 地域

#### 地名
- 瀬古（せこ）
- 四軒家（しけんや）
- 金屋（かなや）
- 小幡（おばた）
- 志段味（しだみ）
- 森孝（もりたか）
- 本地が丘（ほんじ）
- 大森（おおもり）
- 瓢箪山（ひょうたんやま）
- 喜多山（きたやま）
- 吉根（きっこ）

#### 志段味ヒューマン・サイエンス・タウン
志段味ヒューマン・サイエンス・タウン（しだみヒューマン・サイエンス・タウン）は区の北東端に位置する地域の愛称。

### 人口
| 守山区の人口の推移 \| 2000年（平成12年） \| 154,976人 \| \| \| 2005年（平成17年） \| 161,511人 \| \| \| 2010年（平成22年） \| 168,181人 \| \| \| 2015年（平成27年） \| 172,980人 \| \| \| 2020年（令和2年） \| 176,840人 \| \| |           |  |
| 総務省統計局 国勢調査より |           |  |
| 2000年（平成12年） | 154,976人 |  |
| 2005年（平成17年） | 161,511人 |  |
| 2010年（平成22年） | 168,181人 |  |
| 2015年（平成27年） | 172,980人 |  |
| 2020年（令和2年） | 176,840人 |  |

### 隣接自治体・行政区
名古屋市の行政区
- 北区
- 東区
- 千種区
- 名東区

他の市町村
- 尾張旭市
- 瀬戸市
- 春日井市
- 長久手市

## 歴史

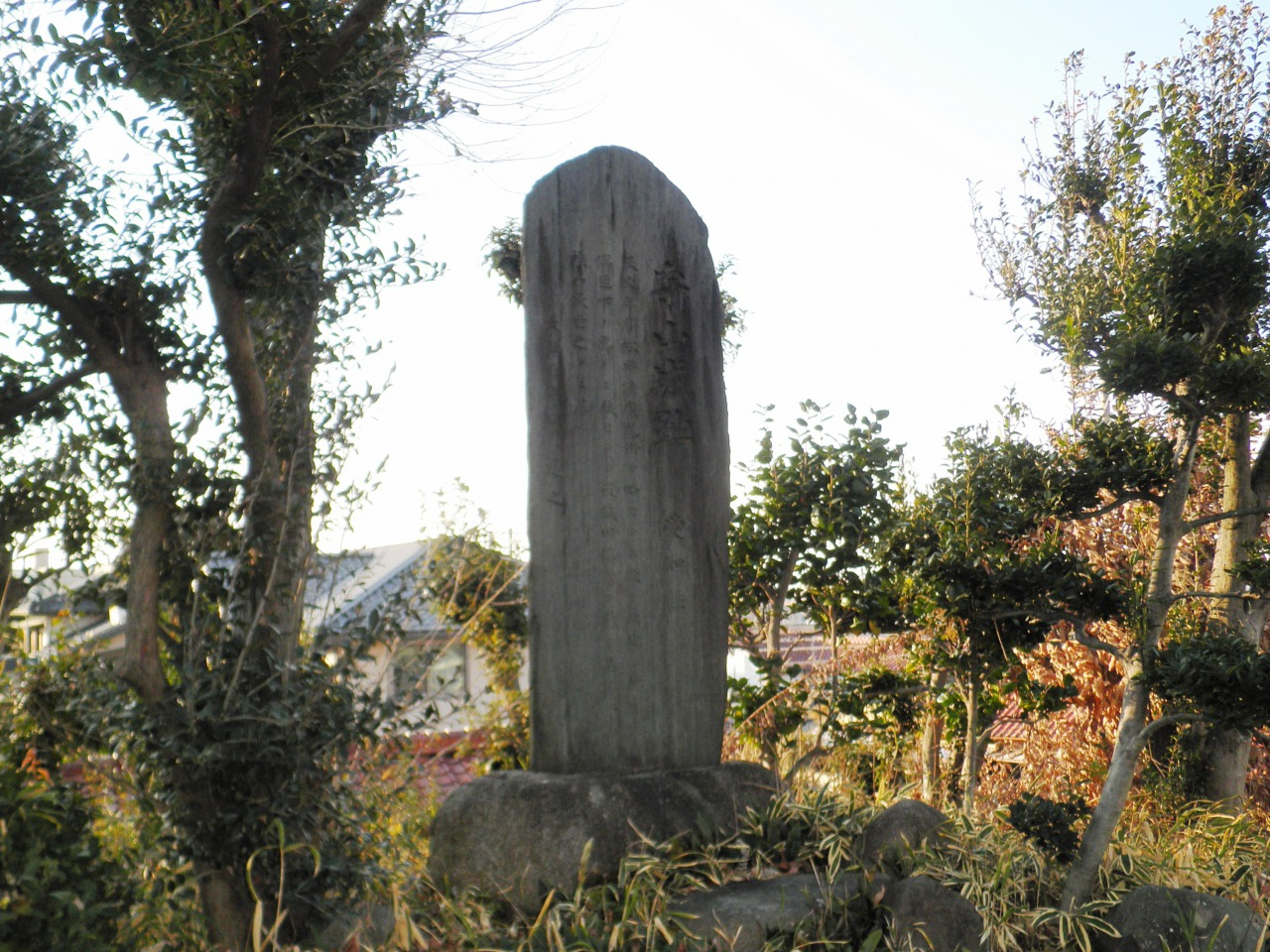
守山城址

### 古代
縄文海進によって、現在の名古屋市全域がほぼ海底にあった時代に、この地域は海岸沿いにあったため、太古から人が居住していたと考えられており、古代から数多くの古墳が残されている。

### 中世
中世は山田郡に属していたが、長く善光寺街道と瀬戸街道沿いに集落が点在する農村であった。
戦国時代
戦国時代には、守山城、小幡城、龍泉寺城などの城が存在し、小牧・長久手の戦いなどの舞台となった。
守山城は、松平清康の森山（守山）崩れで知られている。また織田信長の妹お市の方とその三人の娘が守山城に在城していたことが明らかとなっている。
- 1535年（天文4年）12月4日：森山崩れ。

### 近世
江戸時代
- 1618年（元和3年）：犬山城主成瀬隼人正成が組頭外10名の同心を現在の廿軒家に置いた。
- 1671年（寛文11年）：このころ15ヶ村、648戸、人口4591人。
- 1767年（明和4年）：大雨により矢田川が決壊し、流路が大きく北に変わったため、長母寺などが守山から切り離される。
- 1853年（嘉永6年）：新たに10名の同心が追加されたため、明治に至って廿軒家という地名が付けられた。

### 近代
明治時代
明治に入ると、現在の守山区の地域は、東春日井郡に属することとなった。
- 1889年（明治22年）には、町村制の施行と同時に行なわれた合併により、高間村、二城村、小幡村、大森村の4村が発足した[注 1]。
- その頃、小幡ヶ原に名古屋鎮台の演習場が開設され、その後、1897年（明治30年）には、旧日本陸軍の駐屯地（現在の陸上自衛隊守山駐屯地）が誘致されると、宅地化が始まり、瀬戸線開通も加わって、旧守山町の区域に当たる瀬戸街道沿道の宅地化が進んだ。
- 1889年（明治22年）10月1日：町村制施行等により、高間村、二城村、小幡村、大森村の4ヶ村発足。吉根村、中志段味村、上志段味村、下志段味村の合併により志談村発足。
- 1897年（明治30年）：旧日本陸軍第3師団第5旅団歩兵第33連隊が名古屋市中区から移駐。
- 1900年（明治33年）：鉄道院中央本線、名古屋 - 多治見間が開通。
- 1905年（明治38年）4月2日：瀬戸自動鉄道（のちの瀬戸電気鉄道）により、瀬戸線、矢田 - 瀬戸間が開業。
- 1906年（明治39年）7月16日：高間村、二城村、小幡村、大森村の合併により東春日井郡守山町が、志談村と上志段味村の合併により同郡志段味村が発足。

### 近現代
大正から昭和初期にかけては、宅地化の進展とともに、守山側の矢田川右岸には、機械部品の下請工場や工場従業員向けの住宅などが点在していた。小幡ヶ原には、名古屋飛行機学校の飛行場が存在した。
昭和時代（戦後）
戦後は、守山町の瀬戸街道沿道を中心として、住宅開発が続き、名古屋のベッドタウン化が進行した。自治体としては、長く守山町と志段味村が並立していたが、町村合併促進の政策に従い、まず、守山町が志段味村を編入し、市制を施行して守山市となった。
隣接する旭町（現・尾張旭市）との合併も検討されたが、1963年（昭和38年）2月15日に、守山市が名古屋市に編入合併され（名守合併）、第13番目の区として名古屋市守山区となった。守山区誕生を記念し、2月15日を「守山区の日」としている。
- 1950年（昭和25年）：金城学院大学が現在地（大森）に移転。
- 1954年（昭和29年）6月1日：守山町が志段味村を編入、市制施行により、守山市になる。人口42,248人。
- 1963年（昭和38年）2月15日：名古屋市へ編入され、名古屋市守山区になる（人口は67,786人）。
- 1964年（昭和39年）4月1日：中央本線新守山駅開業。
- 1971年（昭和46年）：区役所が現在の守山図書館から現在地に移転。

### 現代
旧志段味村の区域に当たる守山区北部の志段味地区および吉根地区は鉄道もなく、幹線道路整備が遅れ気味であったなど、都市基盤の整備が遅れていたことから、宅地化は進まず、農地と山林が広がっていた。
平成時代
2001年（平成13年）のゆとりーとラインの開通とともに、志段味地区や吉根地区では、竜泉寺街道の拡幅や土地区画整理などの大型開発が進み、大型ショッピングセンターが進出するなど、宅地化が始まった。
- 2001年（平成13年）3月23日：名古屋ガイドウェイバス志段味線（ゆとりーとライン）、大曽根 - 小幡緑地間が開業。
- 2019年（平成31年）4月1日：「歴史の里しだみ古墳群」が開館[3]。

令和時代
- 2021年（令和3年）7月8日：コストコが中志段味地区にオープン[4]。
- 2022年（令和4年）：名鉄瀬戸線 喜多山駅の新駅舎が完成。

## 政治

### 行政

#### 役所
区役所
- 名古屋市守山区役所
  - 志段味支所

## 出先機関・施設

### 国家機関

#### 経済産業省
- 産業技術総合研究所 中部センター

#### 防衛省
自衛隊
- 自衛隊愛知地方協力本部 守山地域事務所
- 陸上自衛隊 守山駐屯地
  - 第10師団
  - 第35普通科連隊

### 施設

#### 警察
本部
- 愛知県警察 守山警察署[注 4]

交番
- 志段味交番（大字下志段味）
- 大森交番（大森2丁目）
- 森孝交番（森孝東1丁目）
- 小幡交番（小幡1丁目）
- 守山交番（廿軒家）
- 新守山駅前交番（新守町）
- 瀬古交番（瀬古東3丁目）
- 小幡北交番（川東山）
- 吉根交番（平池東）

#### 消防
本部
- 名古屋市消防局

消防署
- 名古屋市守山消防署（守山区西新11-8）
- 志段味出張所（守山区大字下志段味字長廻間2280-12）
- 守西出張所（守山区鳥羽見2-20-12）
- 大森出張所（守山区大森1-2016）

消防学校
- 名古屋市消防学校

#### 医療・福祉
主な医療施設
- 紘仁病院
- 守山いつき病院（旧：名古屋市立東部医療センター守山市民病院）
- 国立病院機構東尾張病院

#### 郵便局
主な郵便局
- 守山郵便局

#### 文化施設
図書館
- 名古屋市守山図書館
- 名古屋市志段味図書館

生涯学習施設
- 名古屋市守山生涯学習センター
- 名古屋市守山児童館

劇場
- 守山文化小劇場

#### 運動施設
- 志段味スポーツランド
- 緑ヶ丘カンツリークラブ
- 守山スポーツセンター

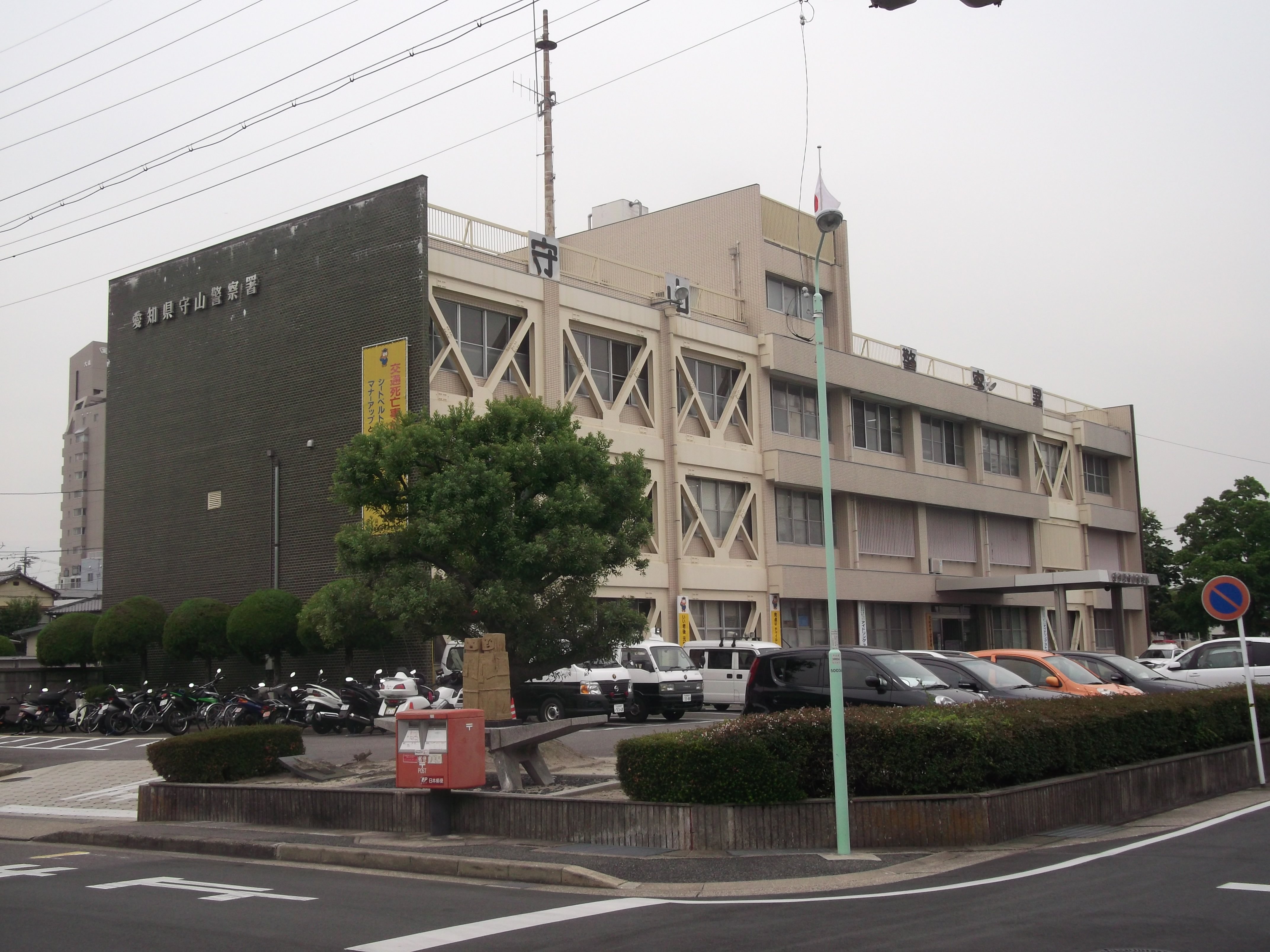
守山警察署
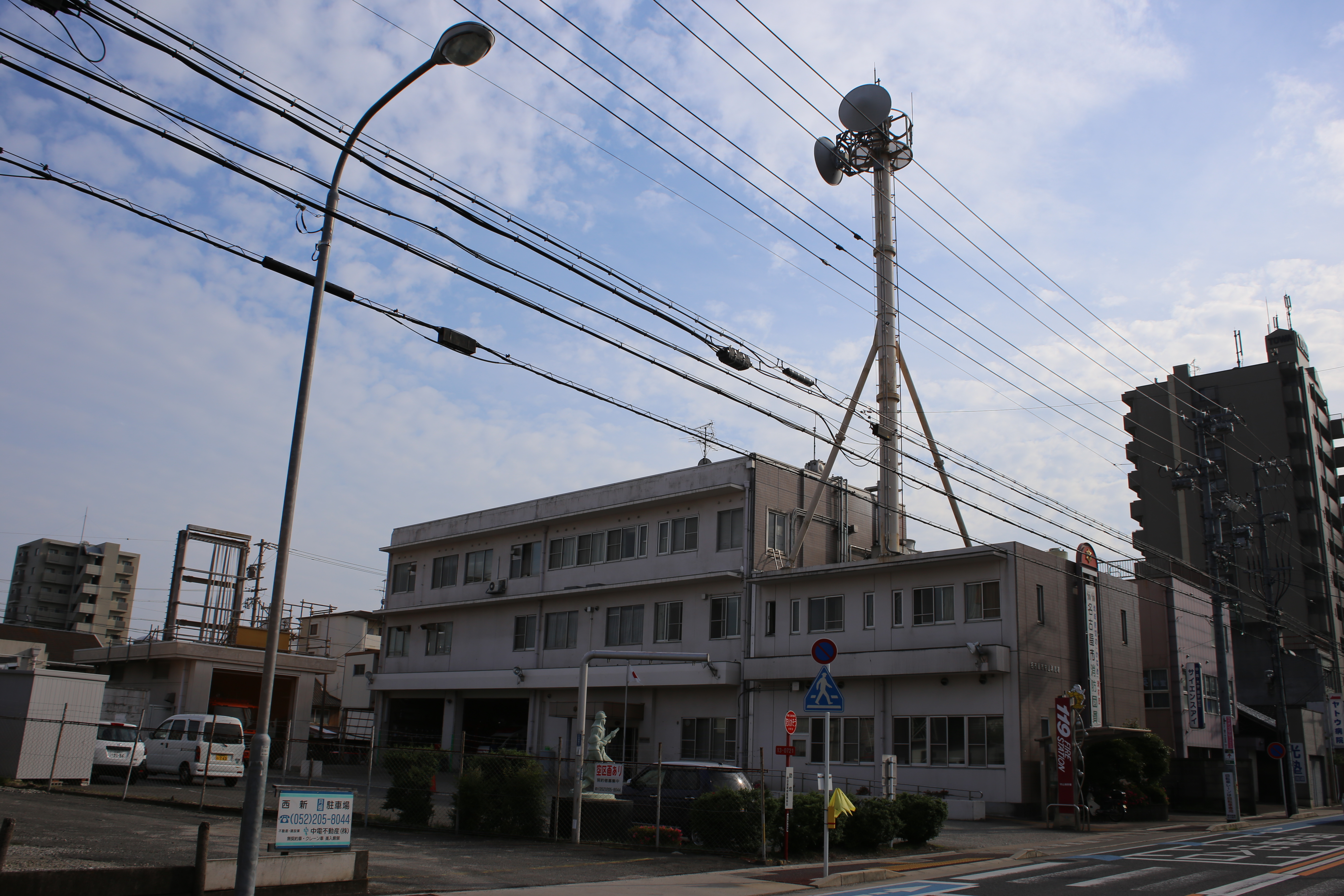
守山消防署
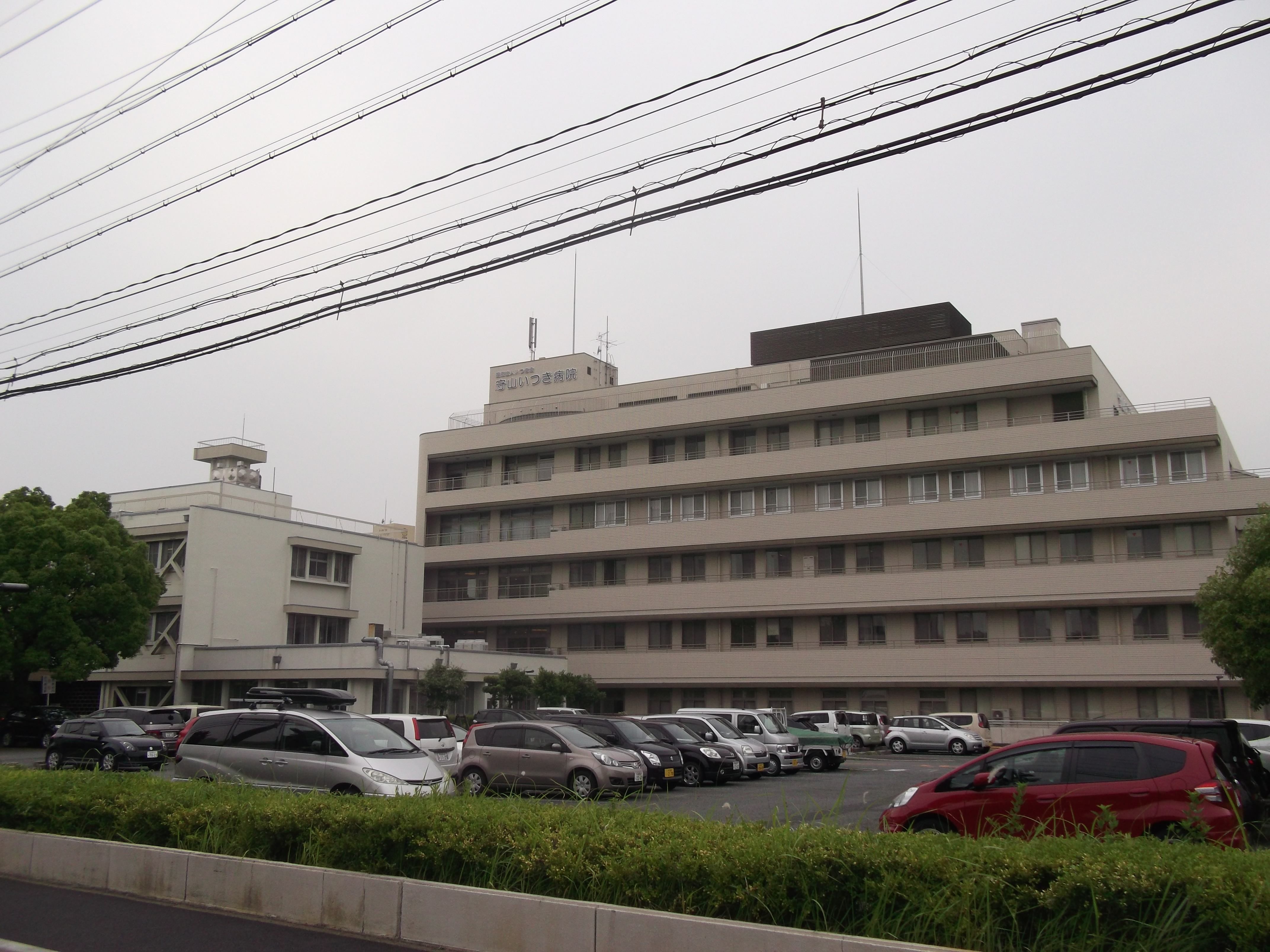
名古屋市立東部医療センター守山市民病院
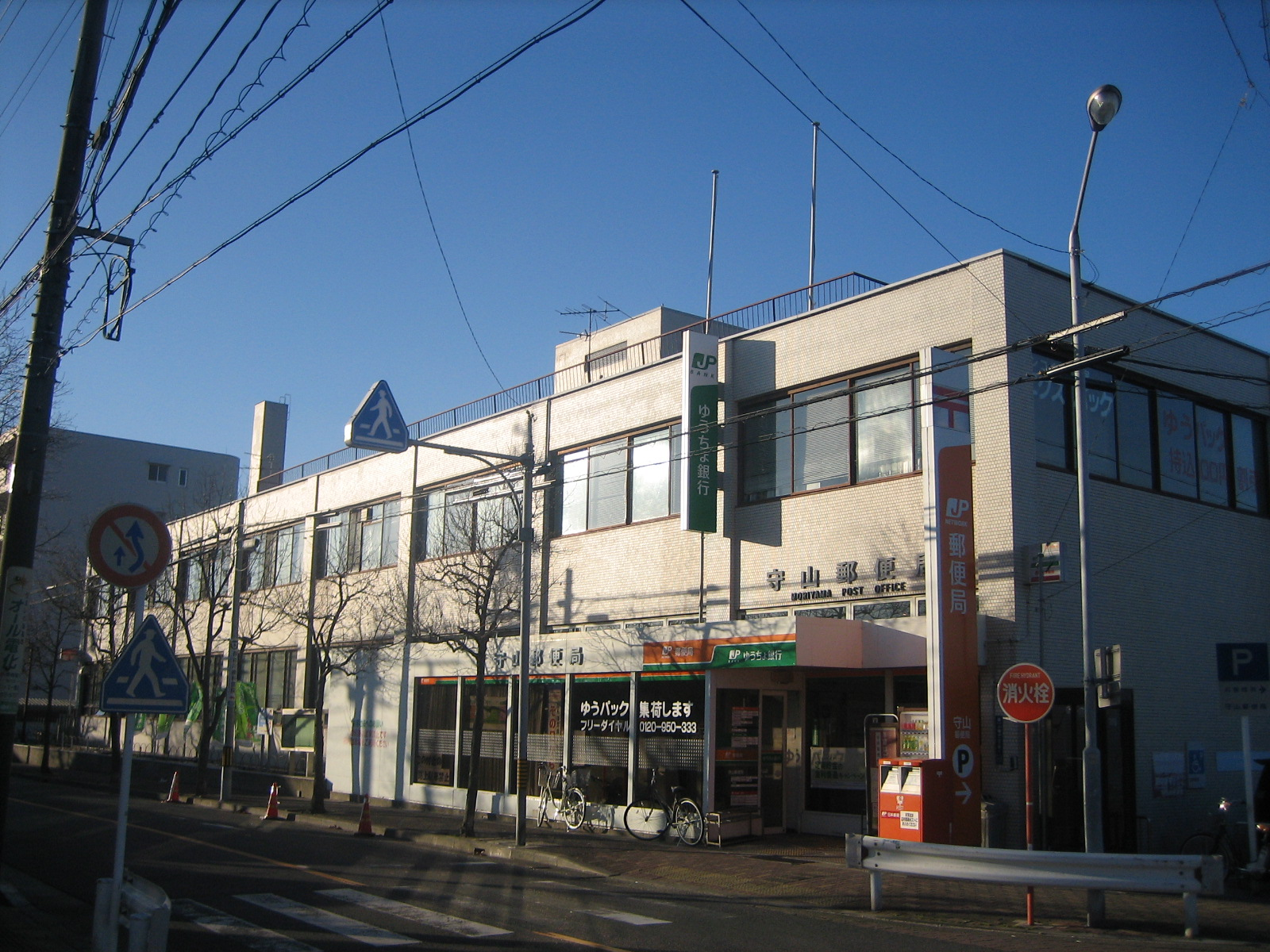
守山郵便局
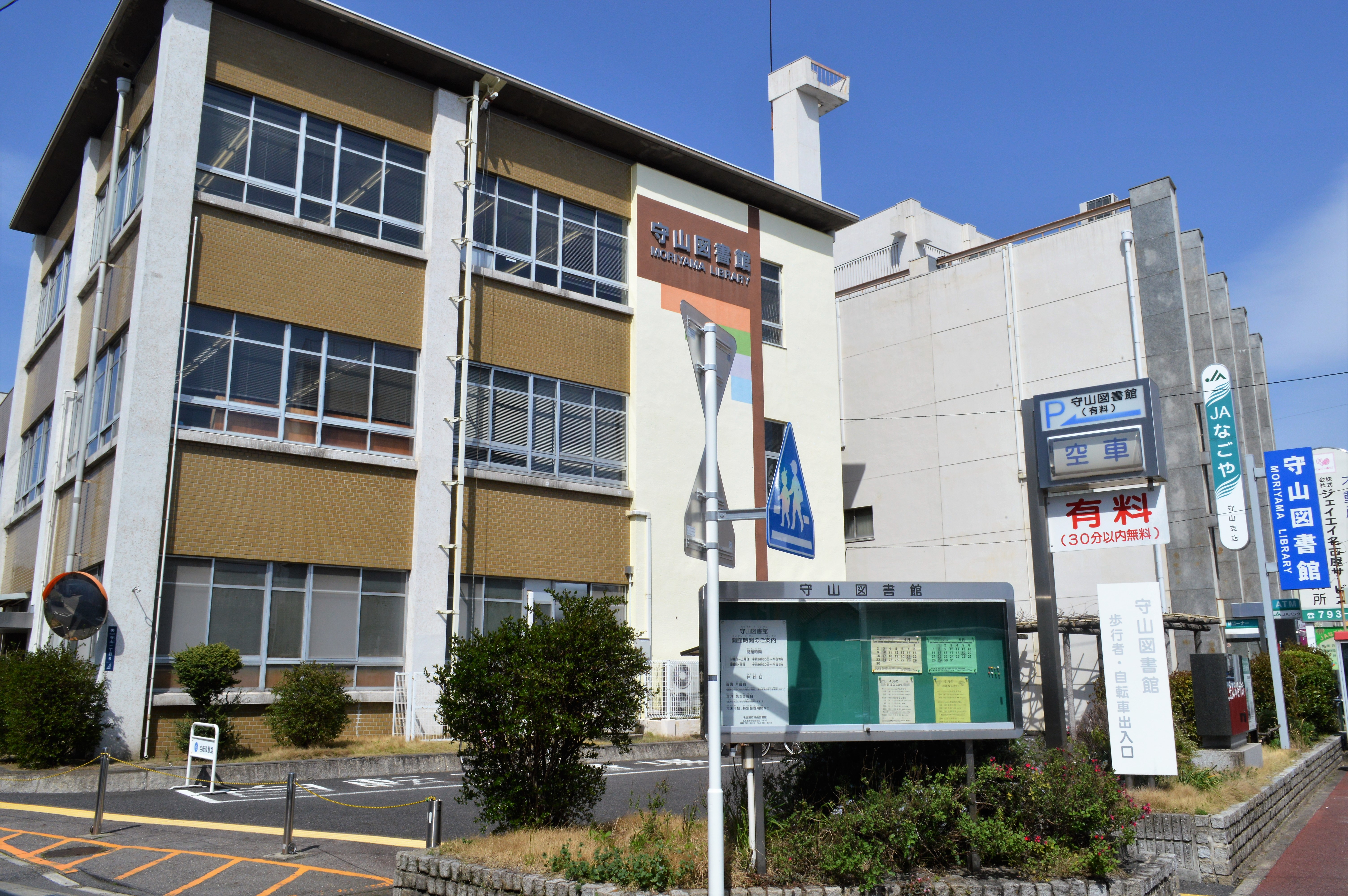
名古屋市守山図書館
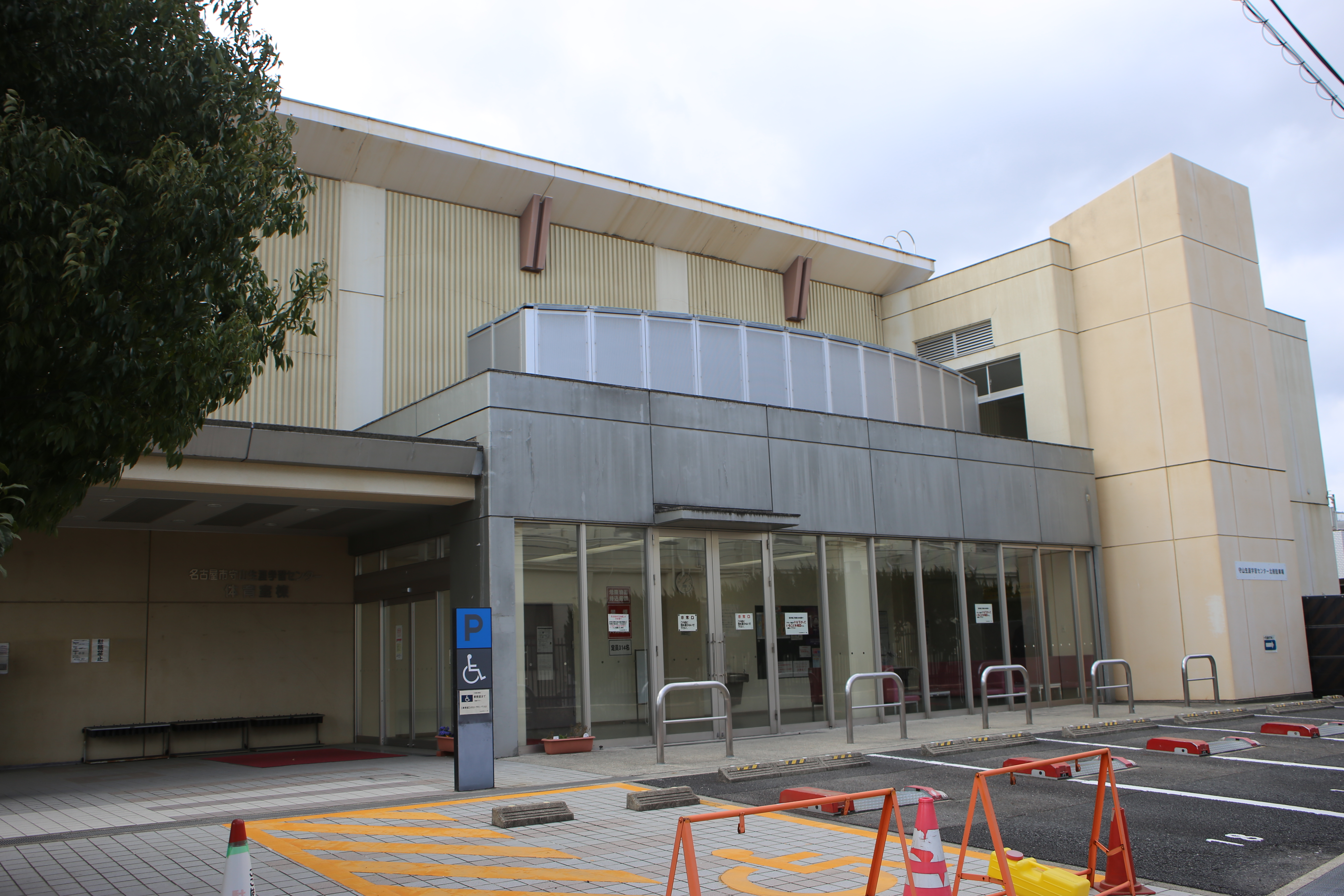
名古屋市守山生涯学習センター
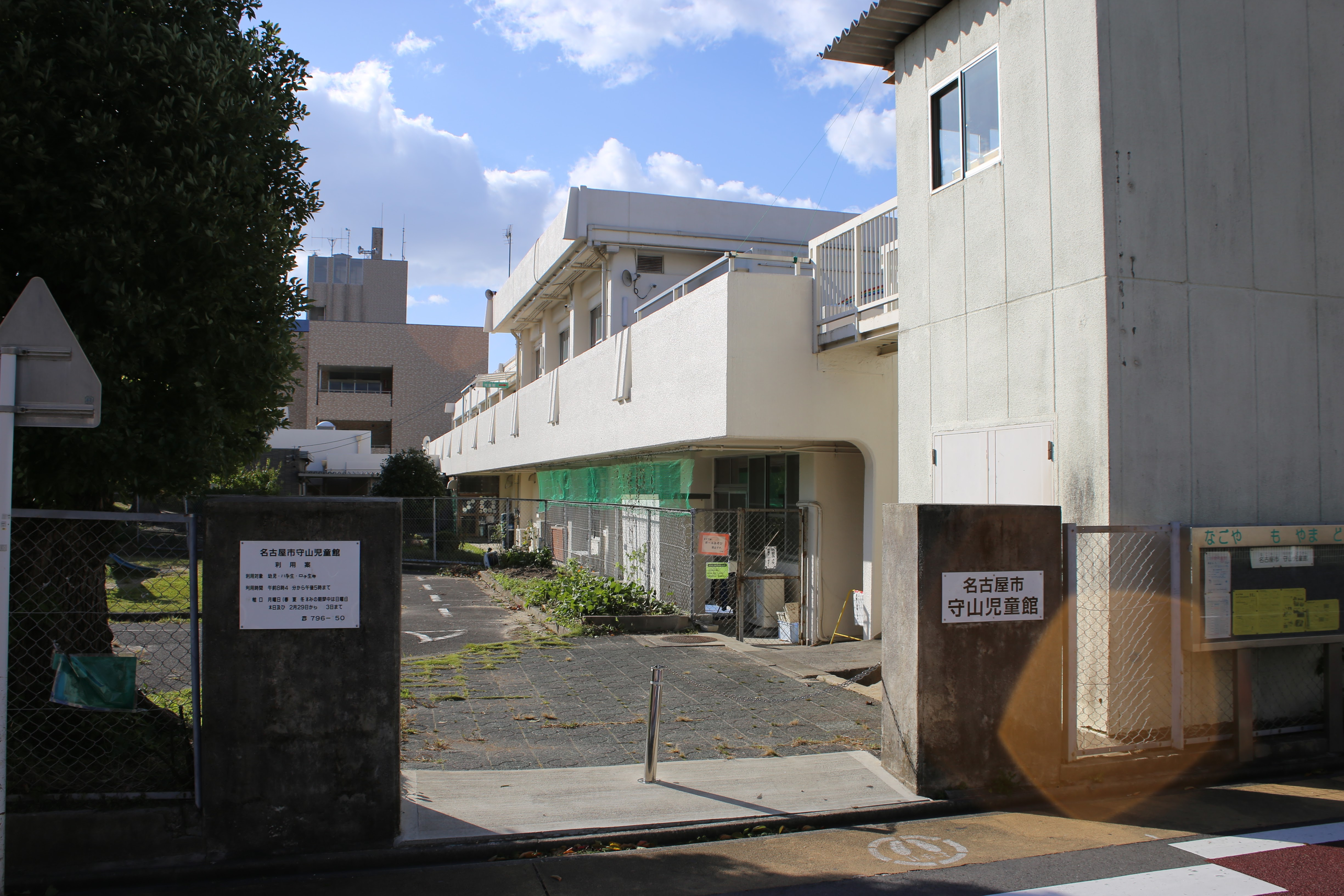
守山児童館
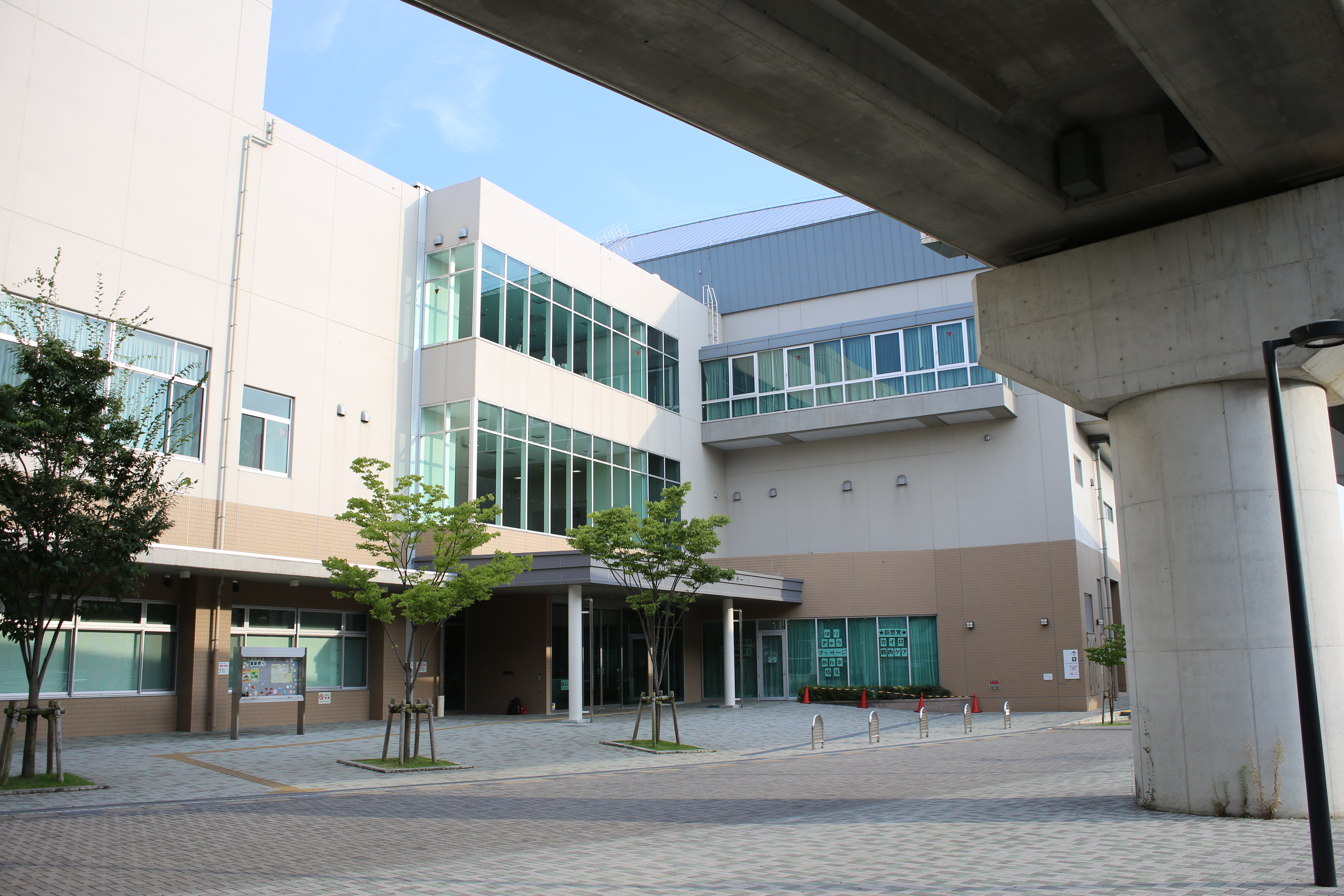
守山スポーツセンター

## 経済

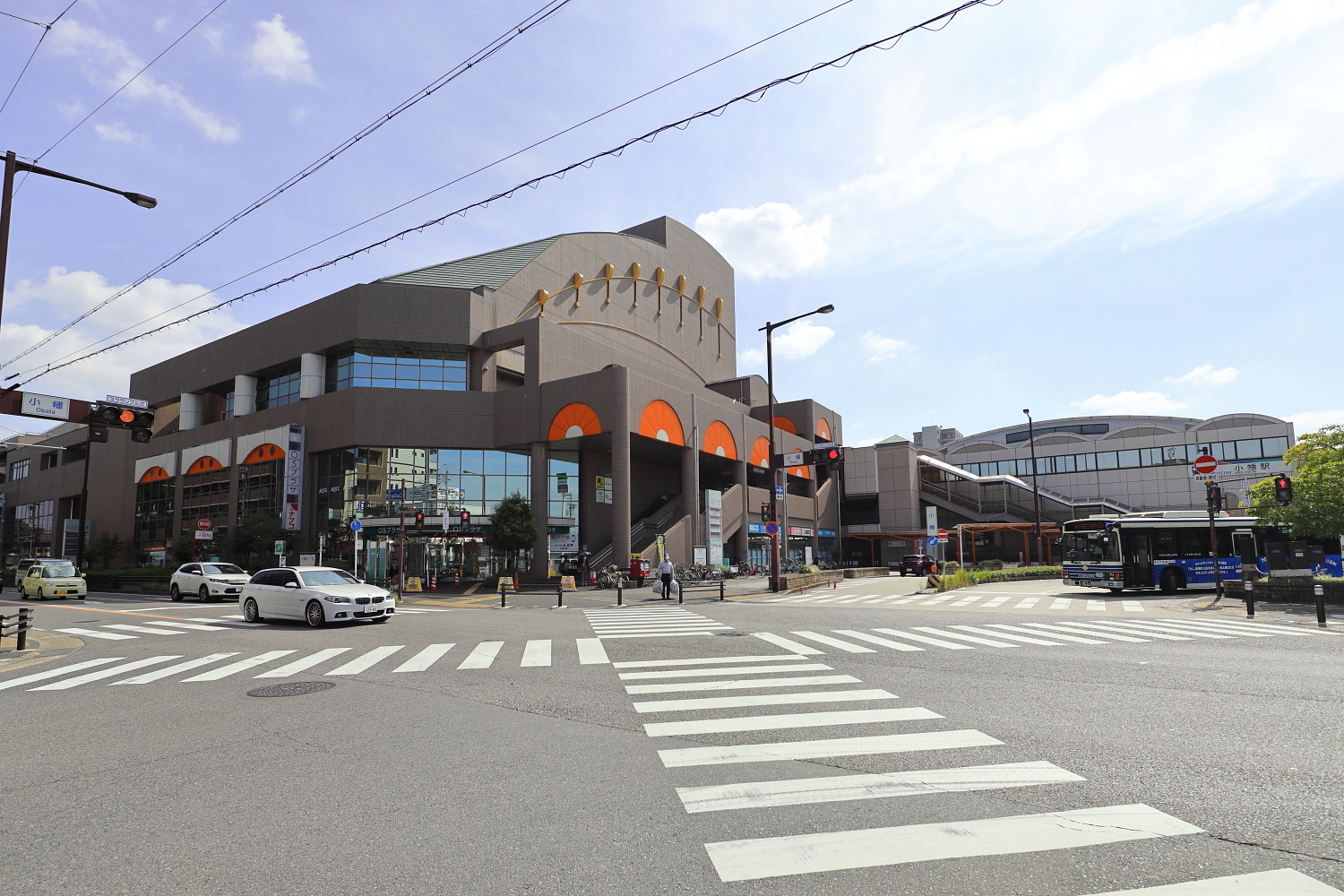
小幡駅周辺

### 第一次産業

#### 農業
青果市場
- 大曽根青果地方卸売市場

### 第二次産業
区の西部を中心に製造施設等が点在する。

#### 工業
主な工場
- アサヒビール名古屋工場
- アサヒビール新守山配送センター
- 雪印メグミルク名古屋工場
- 大島食品工業工場 - ミルメーク
- 東邦ガス北部供給所
- 東陽機械製作所

### 第三次産業

#### 商業
主な商業施設

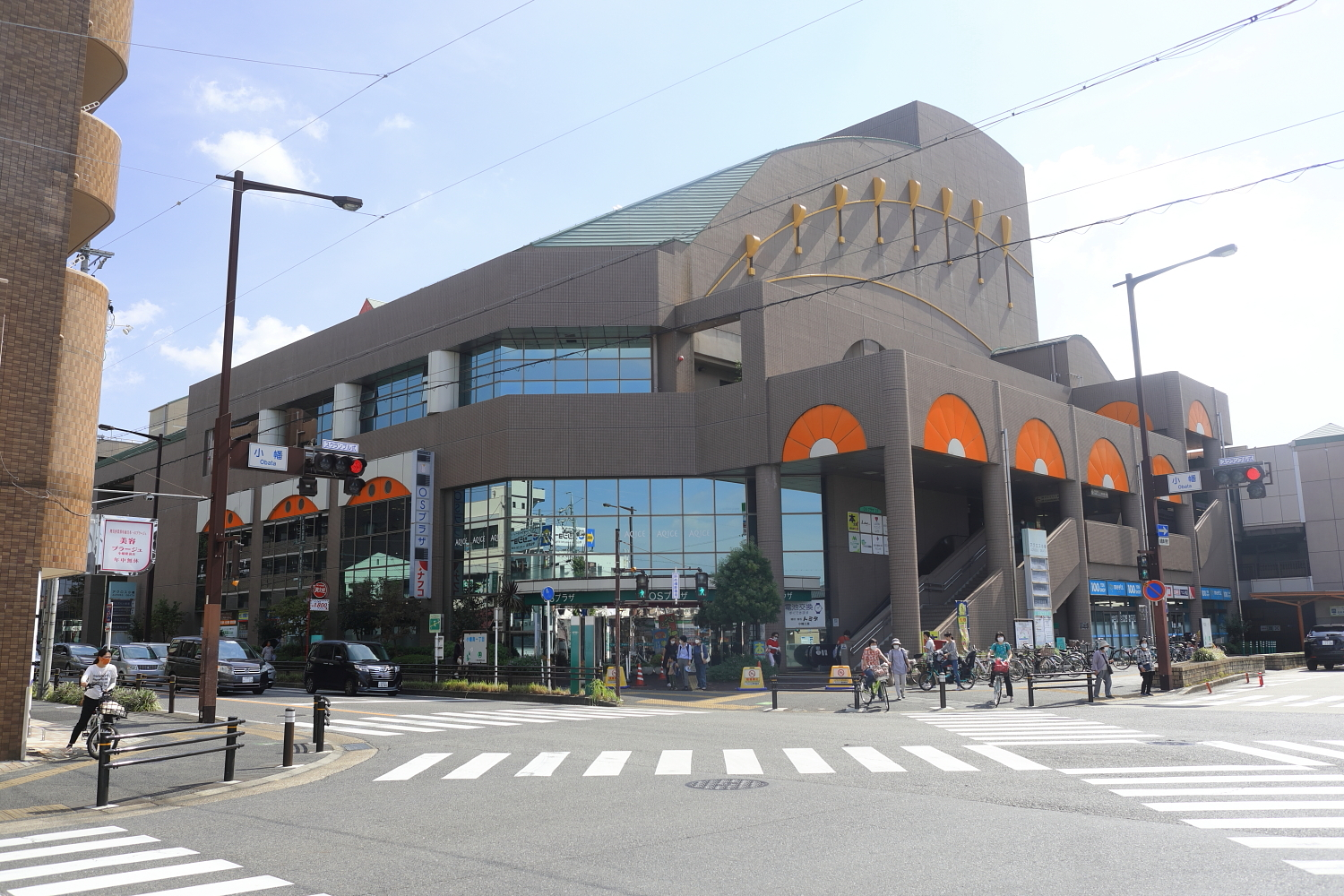
アクロス小幡
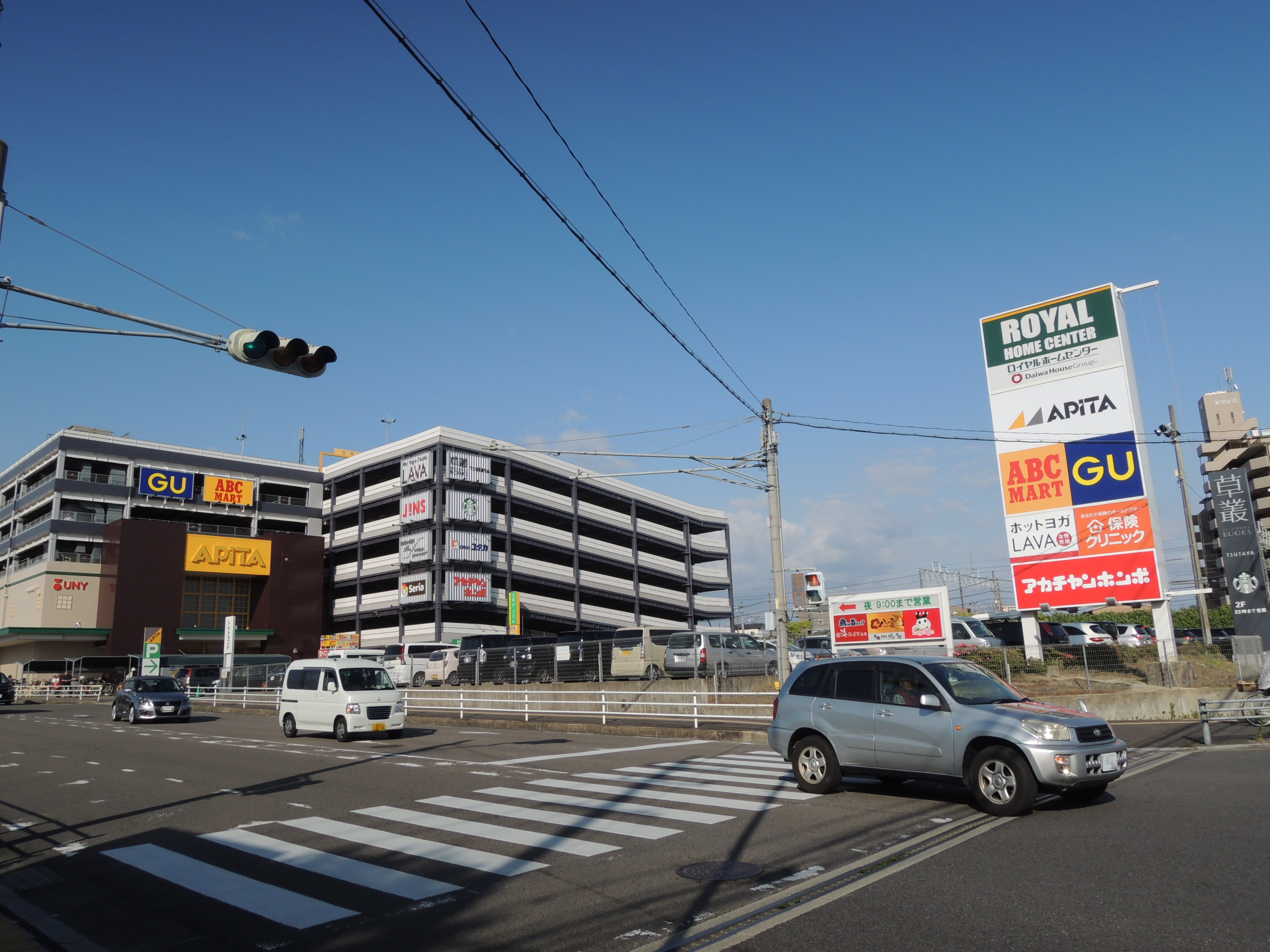
アピタ新守山店
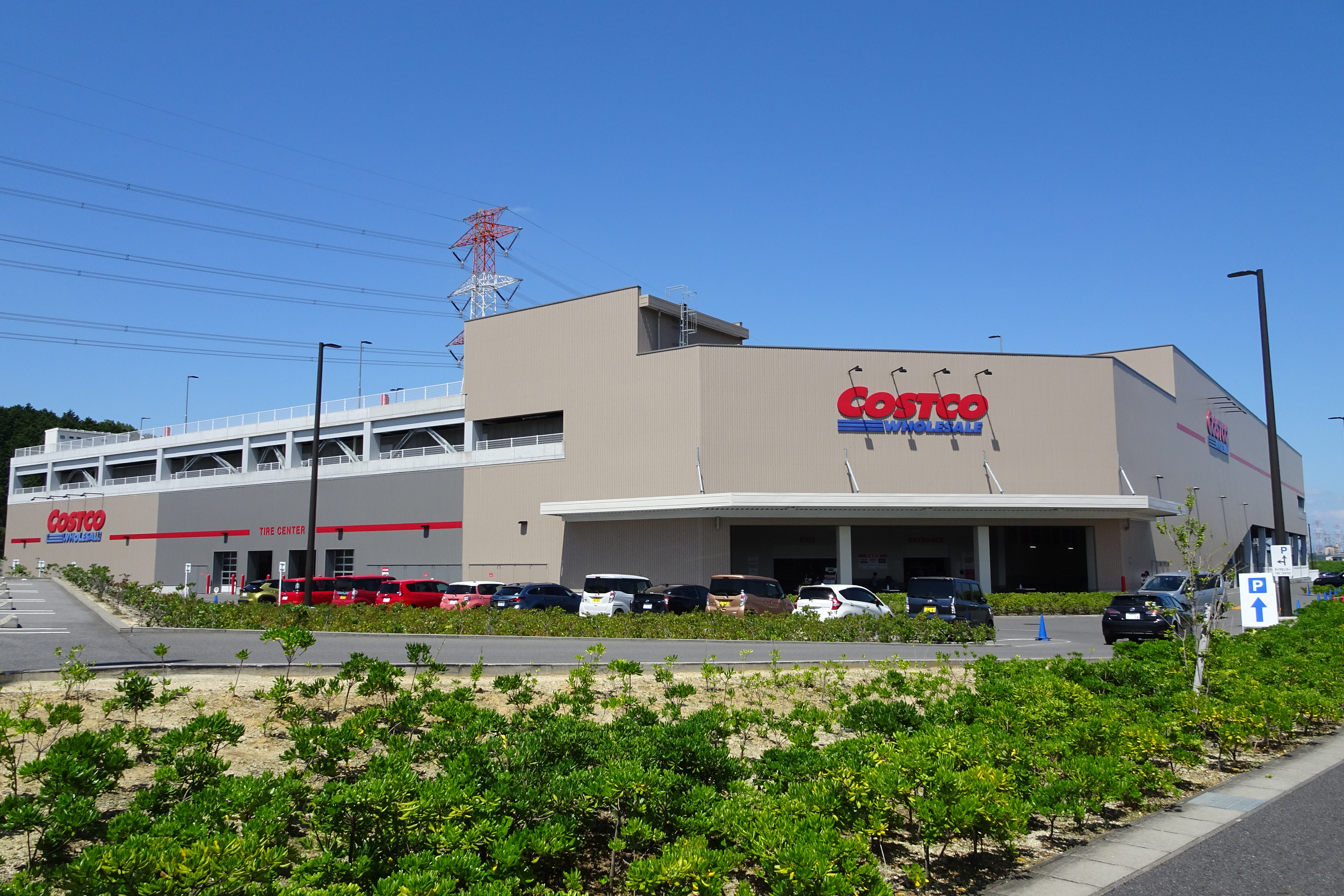
コストコホールセール守山倉庫店

### 本社を置く企業
- 青柳総本家
- 朝日インテック
- 太田屋醸造
- グリーンシティケーブルテレビ
- サガミホールディングス
- サングリーン
- 三ツ知
- 進和
- ダイナゴン
- デビカ
- 東春酒造
- 日本コンクリート
- 日本ゼネラルフード
- 宝タクシー守山株式会社 - 宝交通
- ライオン交通 - つばめグループ
- 浪越軒

## 通信・生活

### ライフライン

#### 電力
- 中部電力
  - 中部電力パワーグリッド旭名東営業所（尾張旭市）[5]

#### ガス
- 東邦ガス

#### 上下水道
- 名古屋市上下水道局

#### 電信
- NTT西日本

## 教育・研究機関

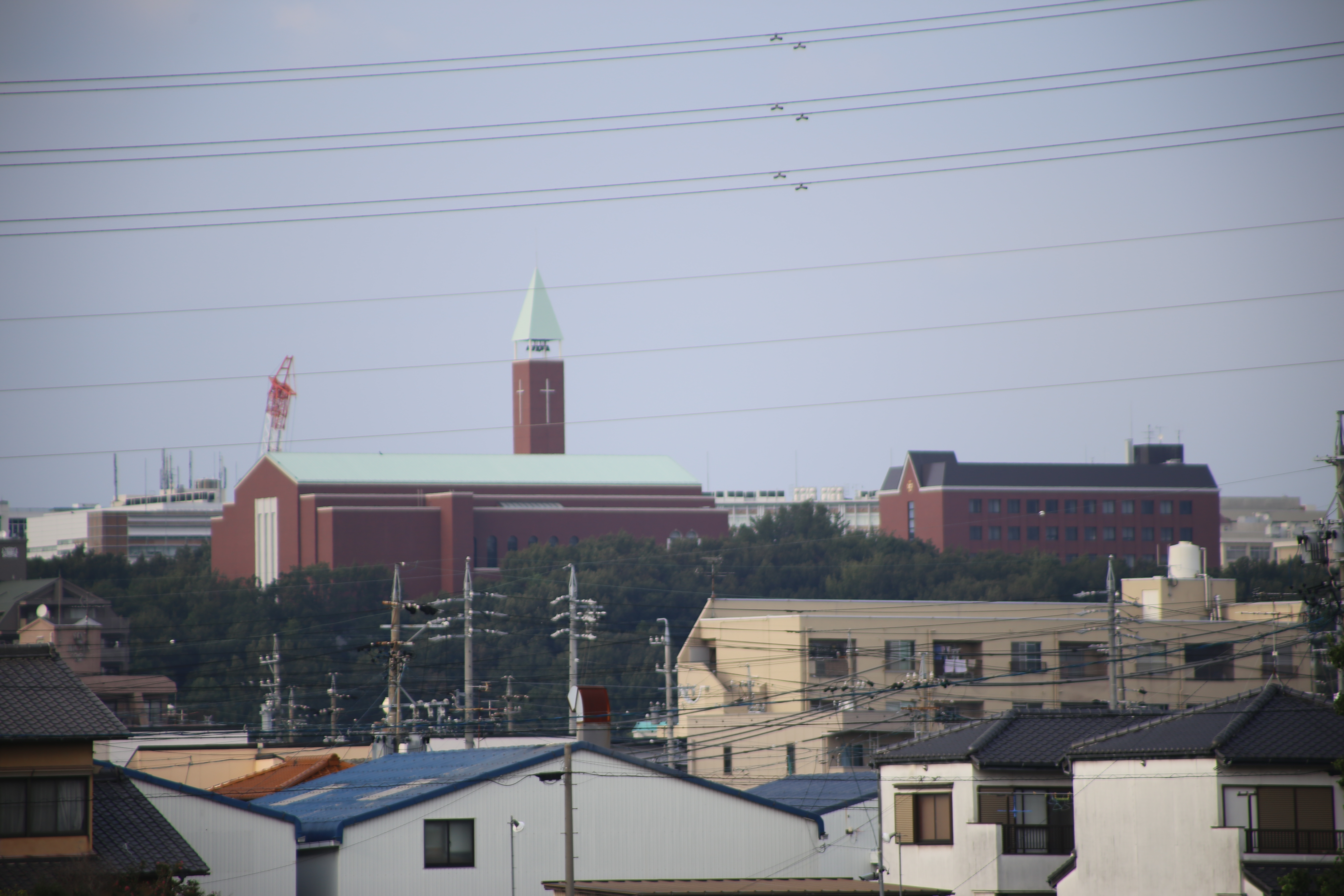
金城学院大学

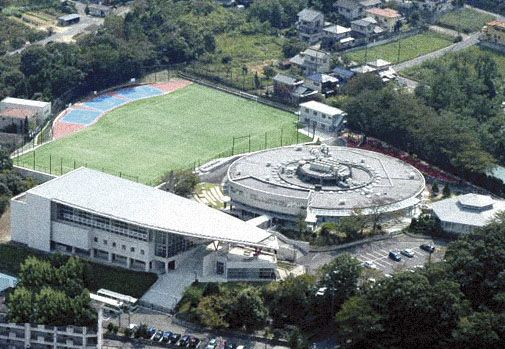
名古屋国際学園

### 大学
県立
- 愛知県立大学 守山キャンパス（旧愛知県立看護大学）

私立
- 金城学院大学

### 高等学校
県立
- 愛知県立守山高等学校
- 愛知県立緑丘高等学校（旧・愛知県立緑丘商業高等学校）

私立
- 菊武学園 菊華高等学校

### 中学校
市立
- 名古屋市立守山中学校
- 名古屋市立守山東中学校
- 名古屋市立守山西中学校
- 名古屋市立守山北中学校
- 名古屋市立志段味中学校
- 名古屋市立大森中学校
- 名古屋市立森孝中学校
- 名古屋市立吉根中学校（2014年新設）

### 小学校
市立
- 名古屋市立大森小学校
- 名古屋市立小幡小学校
- 名古屋市立守山小学校
- 名古屋市立廿軒家小学校
- 名古屋市立鳥羽見小学校
- 名古屋市立瀬古小学校
- 名古屋市立志段味東小学校
- 名古屋市立志段味西小学校
- 名古屋市立白沢小学校
- 名古屋市立本地丘小学校
- 名古屋市立苗代小学校
- 名古屋市立天子田小学校
- 名古屋市立二城小学校
- 名古屋市立森孝西小学校
- 名古屋市立森孝東小学校
- 名古屋市立西城小学校
- 名古屋市立大森北小学校
- 名古屋市立小幡北小学校
- 名古屋市立吉根小学校（2007年新設）
- 名古屋市立下志段味小学校（2012年新設）
- 名古屋市立上志段味小学校（2021年新設）

私立
- 名進研学園 名進研小学校（2012年新設）

### 特別支援学校
市立
- 名古屋市立守山特別支援学校

### インターナショナルスクール
- 名古屋国際学園 - 国際バカロレア認定校

### その他の学校
児童自立支援施設
- 名古屋市玉野川学園

消防学校
- 名古屋市消防学校

### 研究機関
21世紀の都市基盤づくりとして、志段味ヒューマン・サイエンス・タウン事業が進められている。
- 産業技術総合研究所 中部センター
- 市民経済局研究開発センター プラズマ技術産業応用センター
- 名古屋市衛生研究所

## 交通

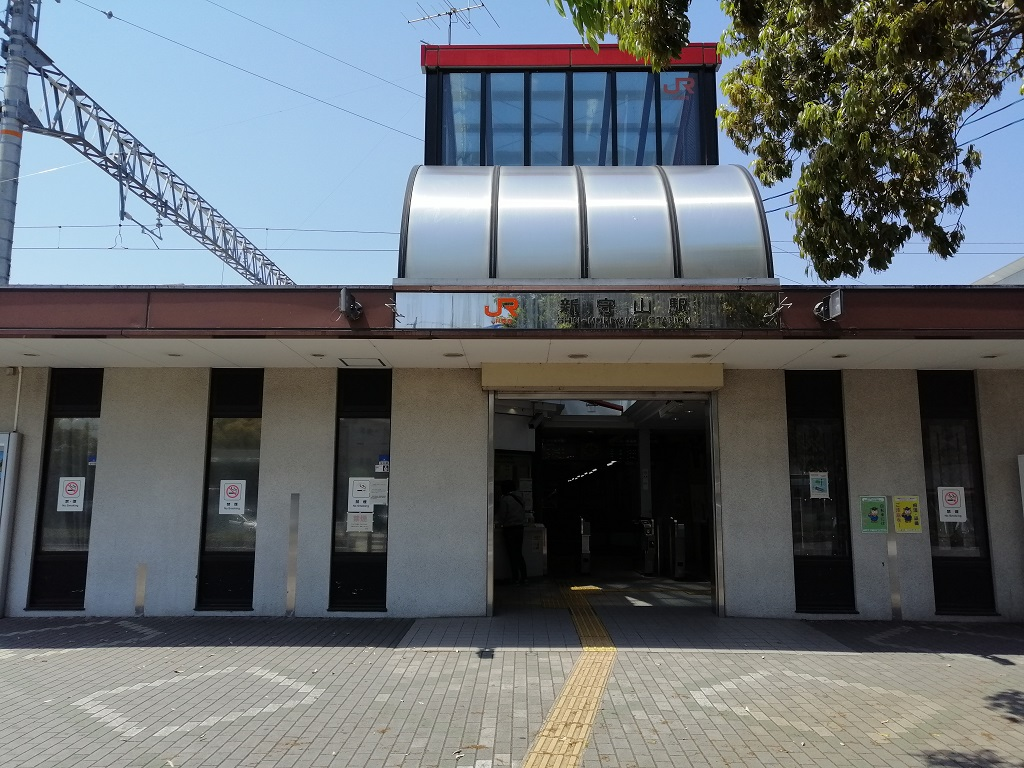
新守山駅

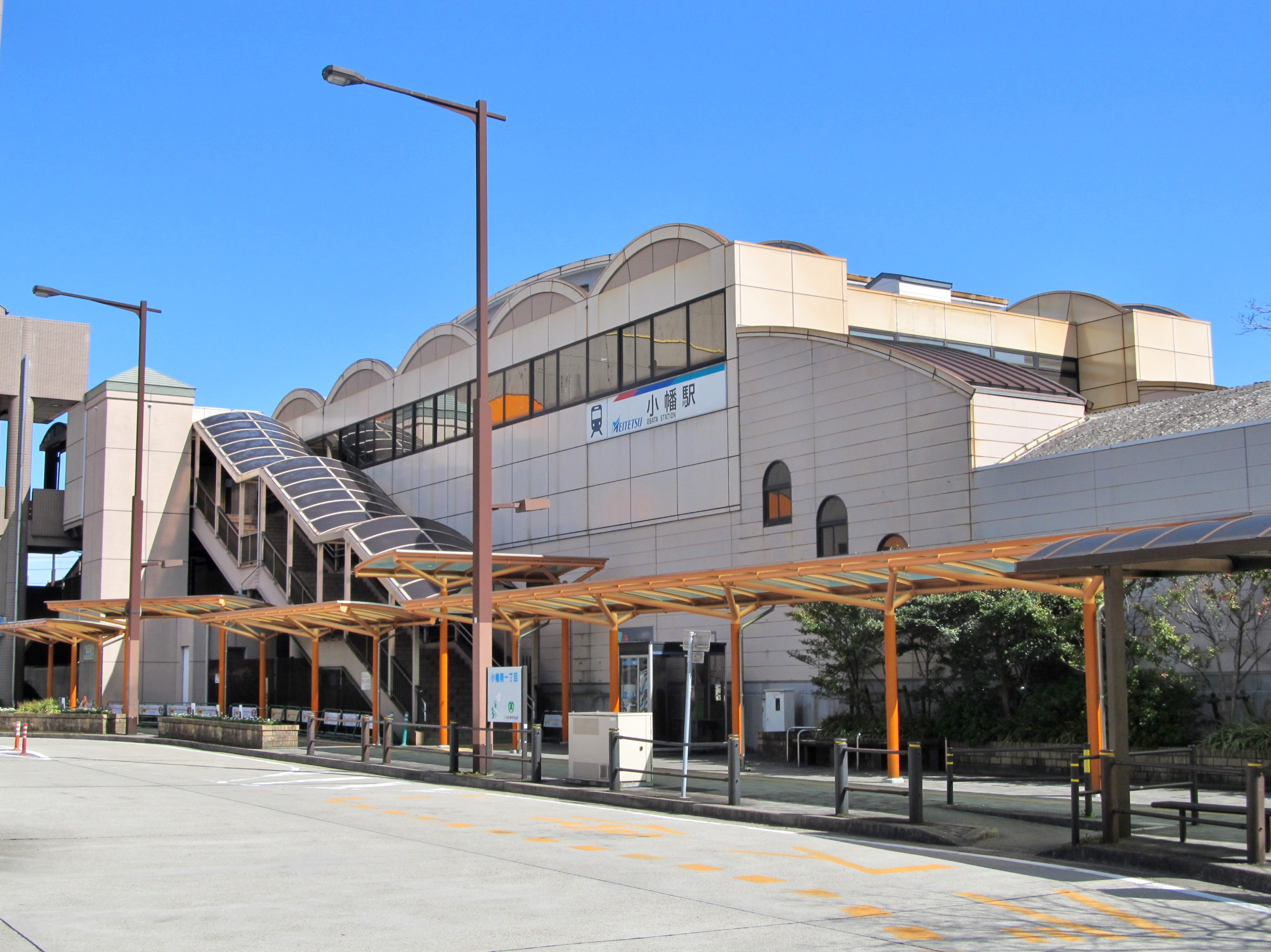
小幡駅

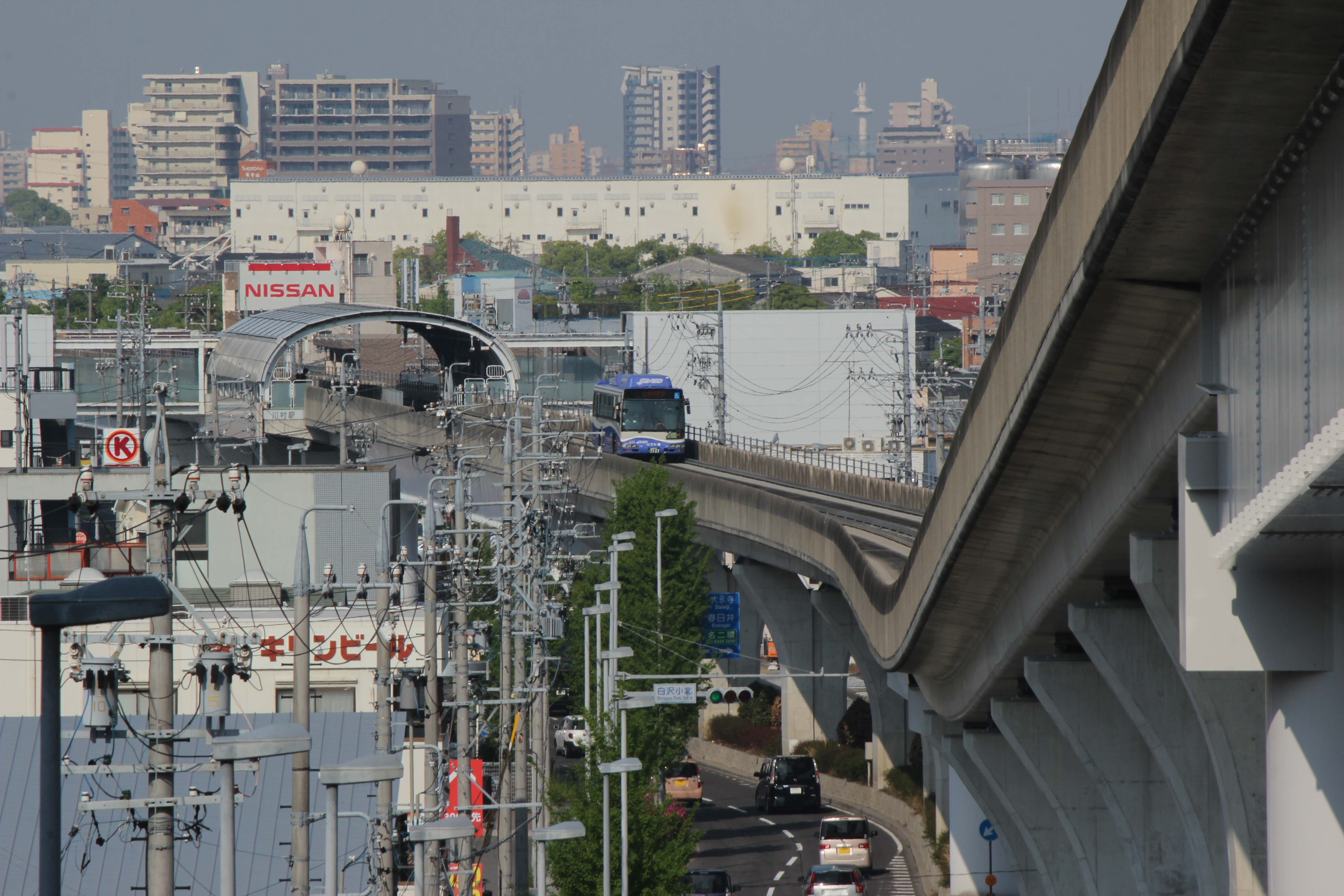
ゆとりーとライン

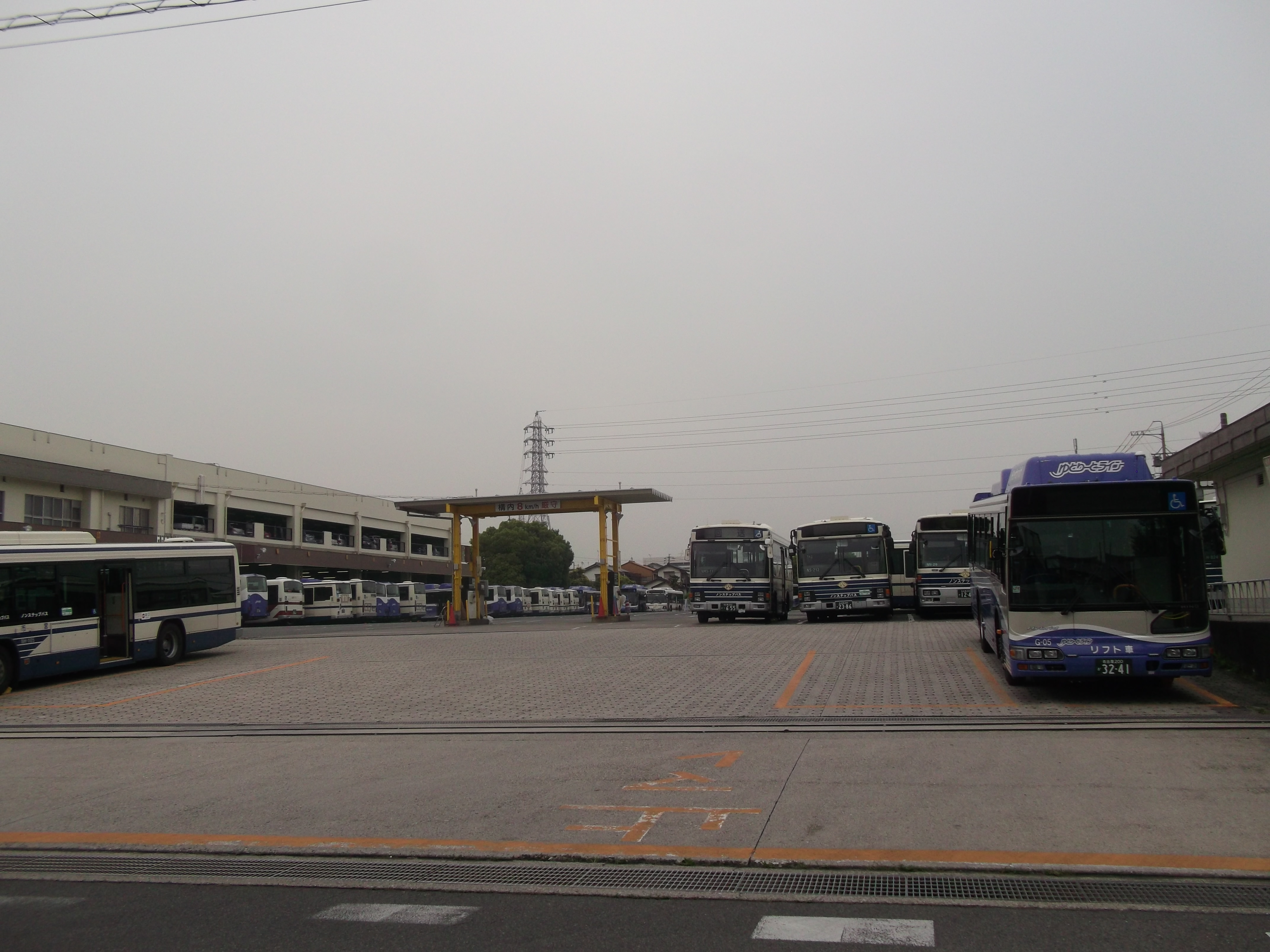
名古屋市営バス大森営業所

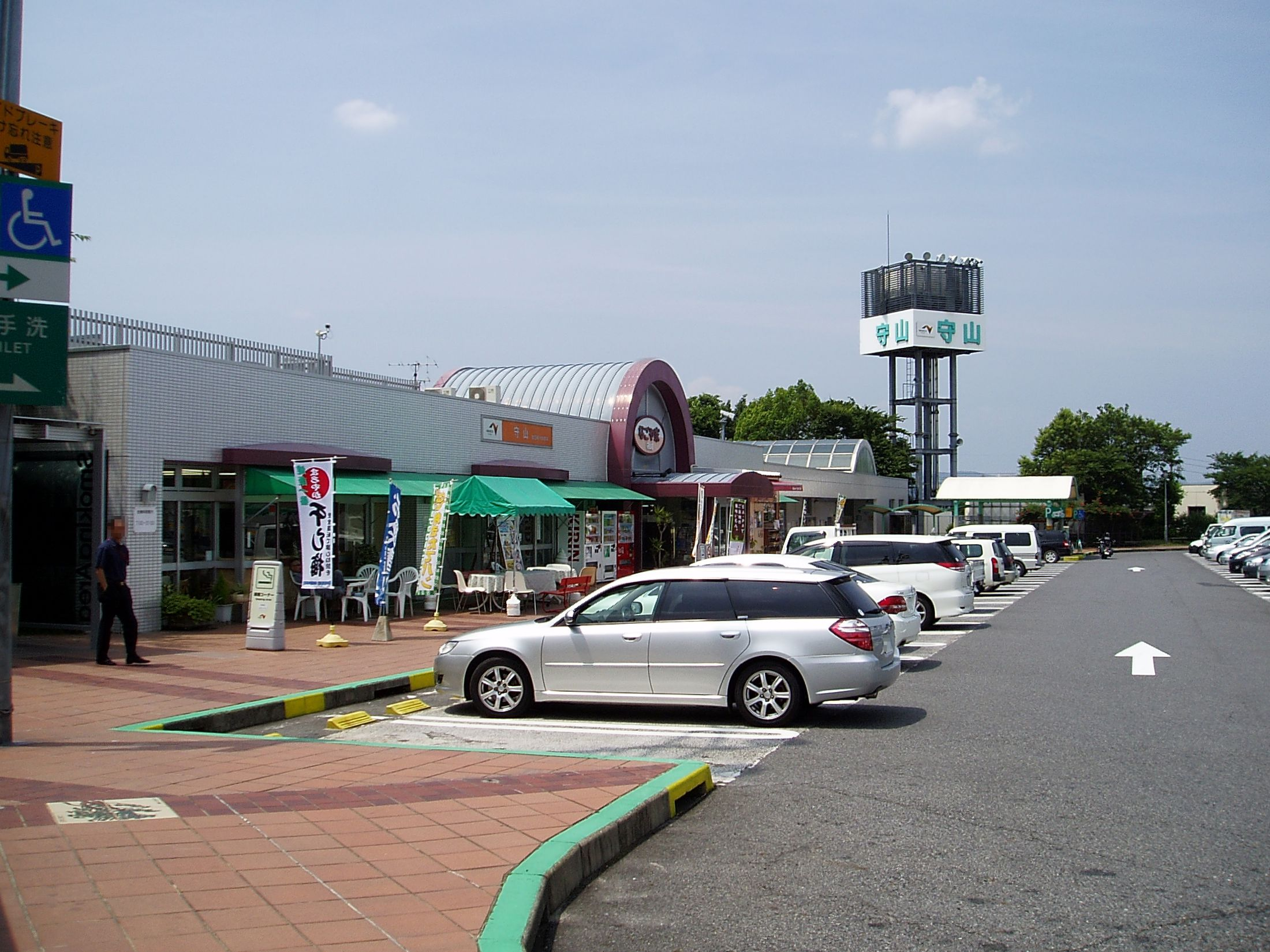
守山PA

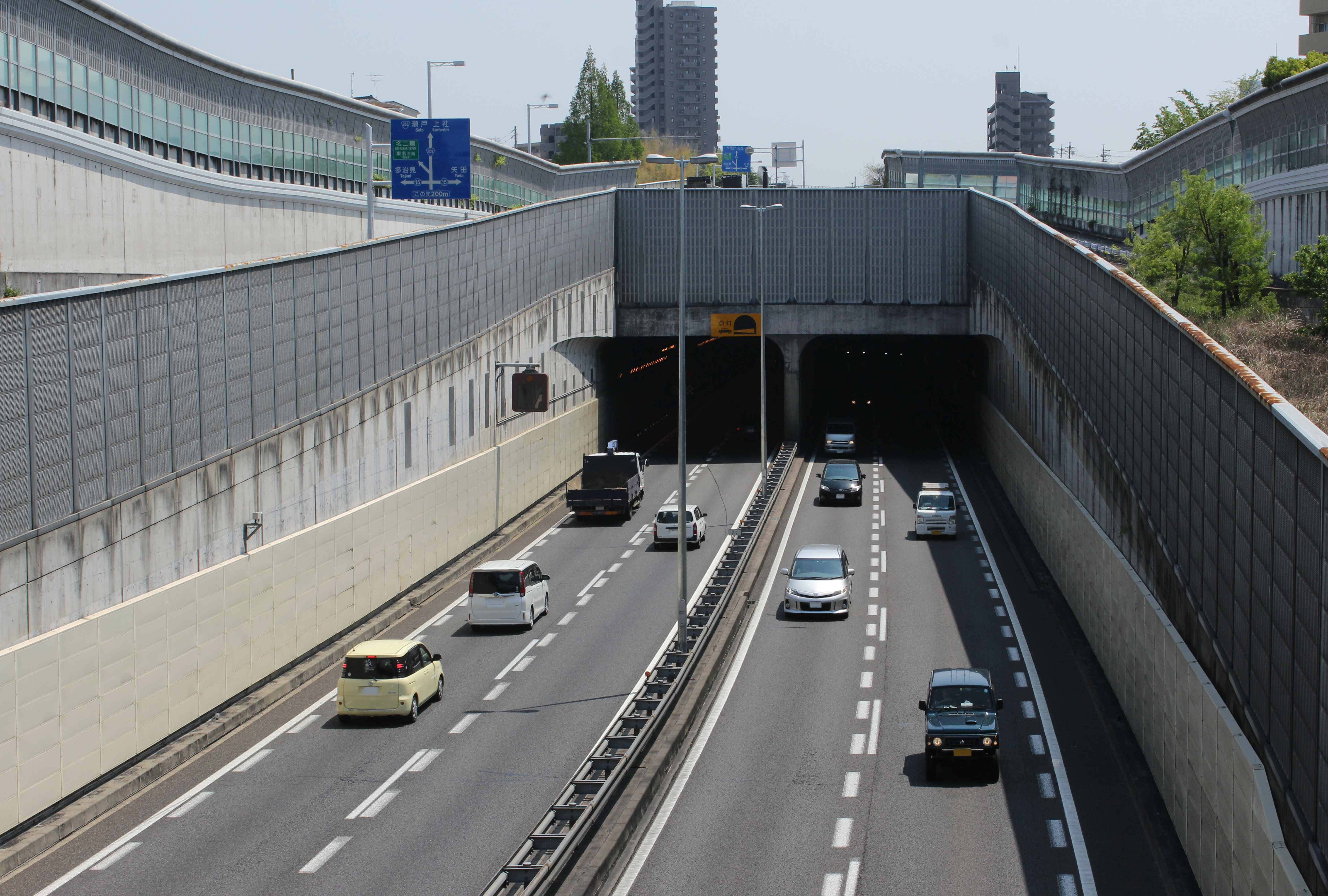
名古屋第二環状自動車道（名二環）

### 鉄道
名古屋市内の16区の中では唯一、地下鉄（名古屋市営地下鉄）が通っていない。
東海旅客鉄道（JR東海）
■中央本線：新守山駅
名古屋鉄道（名鉄）
■瀬戸線（旧：瀬戸自動鉄道）：（名古屋市東区）- 守山自衛隊前駅 - 瓢箪山駅 - 小幡駅- 喜多山駅 - 大森・金城学院前駅 -（尾張旭市）
- このほか、小牧線も区内を通過しているが駅はない。かつて区内に瀬古駅が存在したがすでに廃止されている。

名古屋ガイドウェイバス
■ ガイドウェイバス志段味線（ゆとりーとライン）：（名古屋市東区）- 守山駅 - 金屋駅 - 川宮駅 - 川村駅 - 白沢渓谷駅 - 小幡緑地駅 （一部のバスは中志段味・高蔵寺駅方面に直通）

### バス

#### 路線バス
- 名古屋市営バス
  - ゆとりーとラインの運行も受託しており、高架区間から降りる小幡緑地駅から区北部の志段味地区を経由して春日井市の高蔵寺駅へ走っている。

- 名鉄バス
  - 基幹バスが名鉄バスセンター（名古屋駅）から区内の四軒家を経由して尾張旭市、瀬戸市方面へ走っている。

#### 営業所
- 名古屋市営バス大森営業所

#### 交通広場
交通広場
- 小幡交通広場
- 新守山交通広場

### 道路

#### 高速道路
中日本高速道路（NEXCO中日本）
- 東名高速道路：（名古屋市名東区）-（名古屋市守山区）-（尾張旭市）-（PA/SIC）守山PA/SIC-（春日井市）
  - 守山パーキングエリアに併設の守山スマートインターチェンジが利用可能。
- 名古屋第二環状自動車道：（名古屋市名東区）-（TN）名東TN-（TN）守山TN-（8）大森IC-（9）小幡IC-（春日井市）

#### 国道
- 国道19号（春日井バイパス・下街道）
- 国道155号
- 国道302号（名古屋環状2号線（環状2号））
- 国道363号（出来町通・瀬港線（尾張旭市）[6]）

#### 県道
主要地方道
- 愛知県道15号名古屋多治見線（瀬戸街道の一部・竜泉寺街道）
- 愛知県道30号関田名古屋線（竜泉寺街道）
- 愛知県道59号名古屋中環状線（瀬戸街道の一部）
- 愛知県道61号名古屋瀬戸線（瀬戸街道）
- 愛知県道75号春日井長久手線

一般県道
- 愛知県道102号名古屋犬山線（木曽街道）
- 愛知県道202号守山西線
- 愛知県道208号上半田川名古屋線
- 愛知県道213号篠木尾張旭線
- 愛知県道214号松本名古屋線
- 愛知県道215号田籾名古屋線（出来町通）

#### 幹線道路の道路通称名
＜南北の道路＞
- 環状2号

＜東西の道路＞
- 瀬戸街道
- 千代田街道
- 出来町通

## 観光

### 名所・旧跡
主な城郭
- 大森城
- 吉根城
- 守山城
- 龍泉寺城
- 小幡城

主な寺院
- 大森寺
- 宝勝寺
- 龍泉寺（尾張四観音の1つ）[1]
- 強巴林（チャンバリン） - チベット仏教寺院

主な神社
- 尾張戸神社 - 熱田神宮奥の院
- 八剣神社
- 勝手社
- 生玉稲荷神社
- 白山社

主な遺跡
名古屋市内では200基以上の古墳が確認されているが、そのうち約140基以上が守山で見つかっている。
- 小幡茶臼山古墳
- 小幡長塚古墳
- 勝手塚古墳
- 志段味古墳群
  - 志段味大塚古墳
  - 白鳥古墳群
  - 白鳥塚古墳
  - 西大久手古墳
  - 東大久手古墳

### 観光スポット
公園
- 小幡緑地公園 （本園、西園）[注 5]
- 大森中央公園
- 愛知県森林公園（尾張旭市にまたがって所在）
- 矢田川橋緑地公園

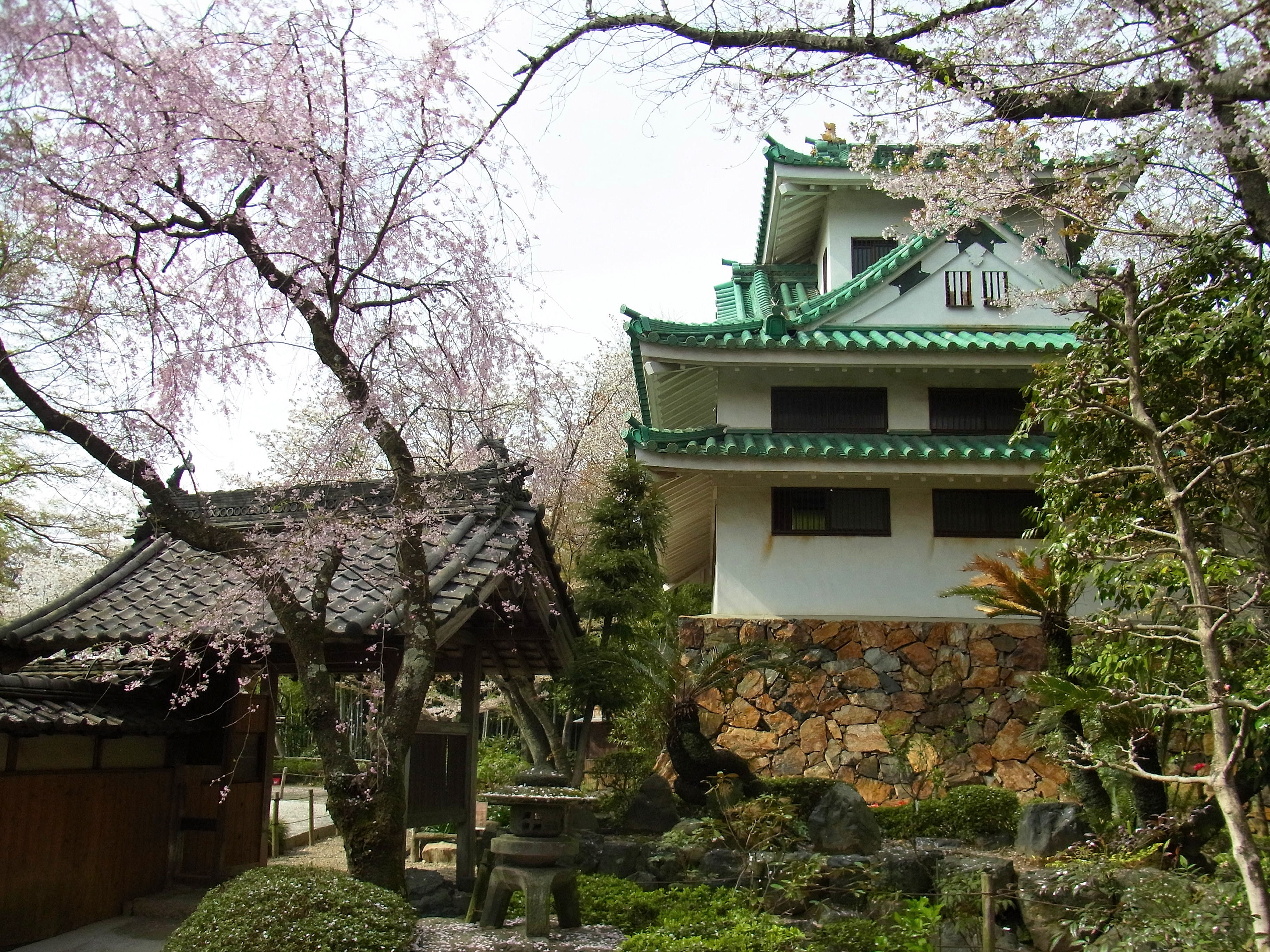
龍泉寺城
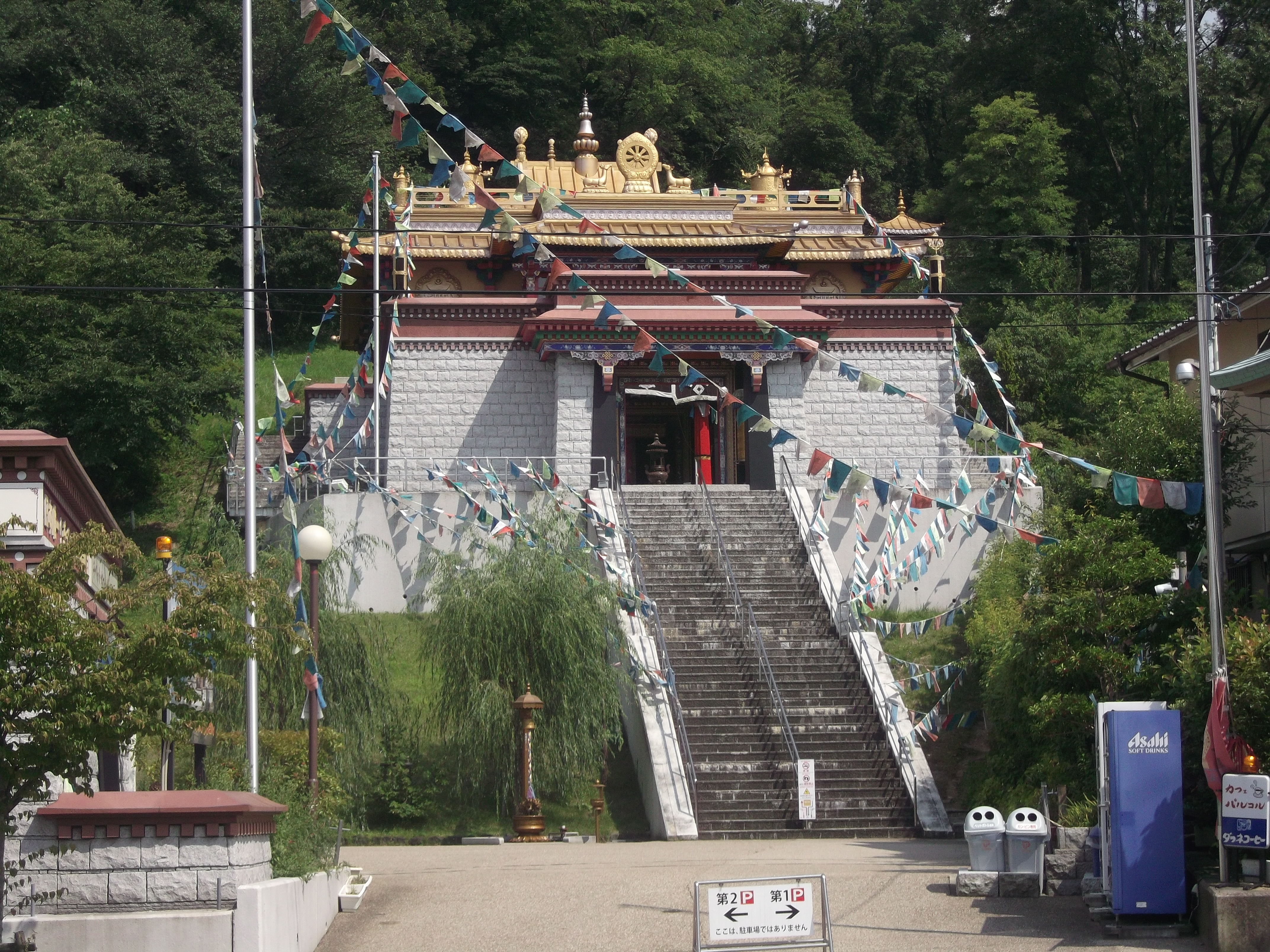
強巴林
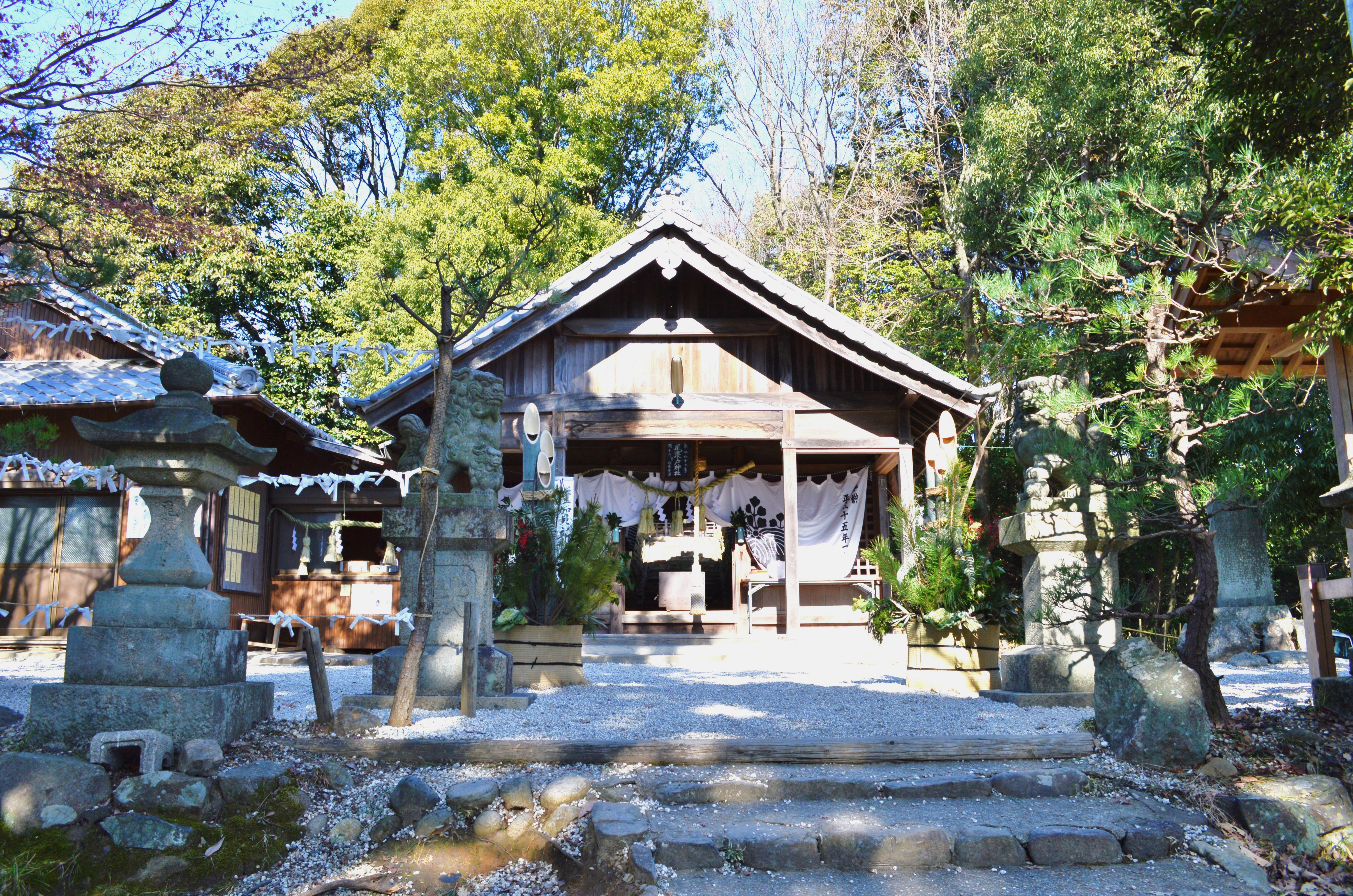
尾張戸神社
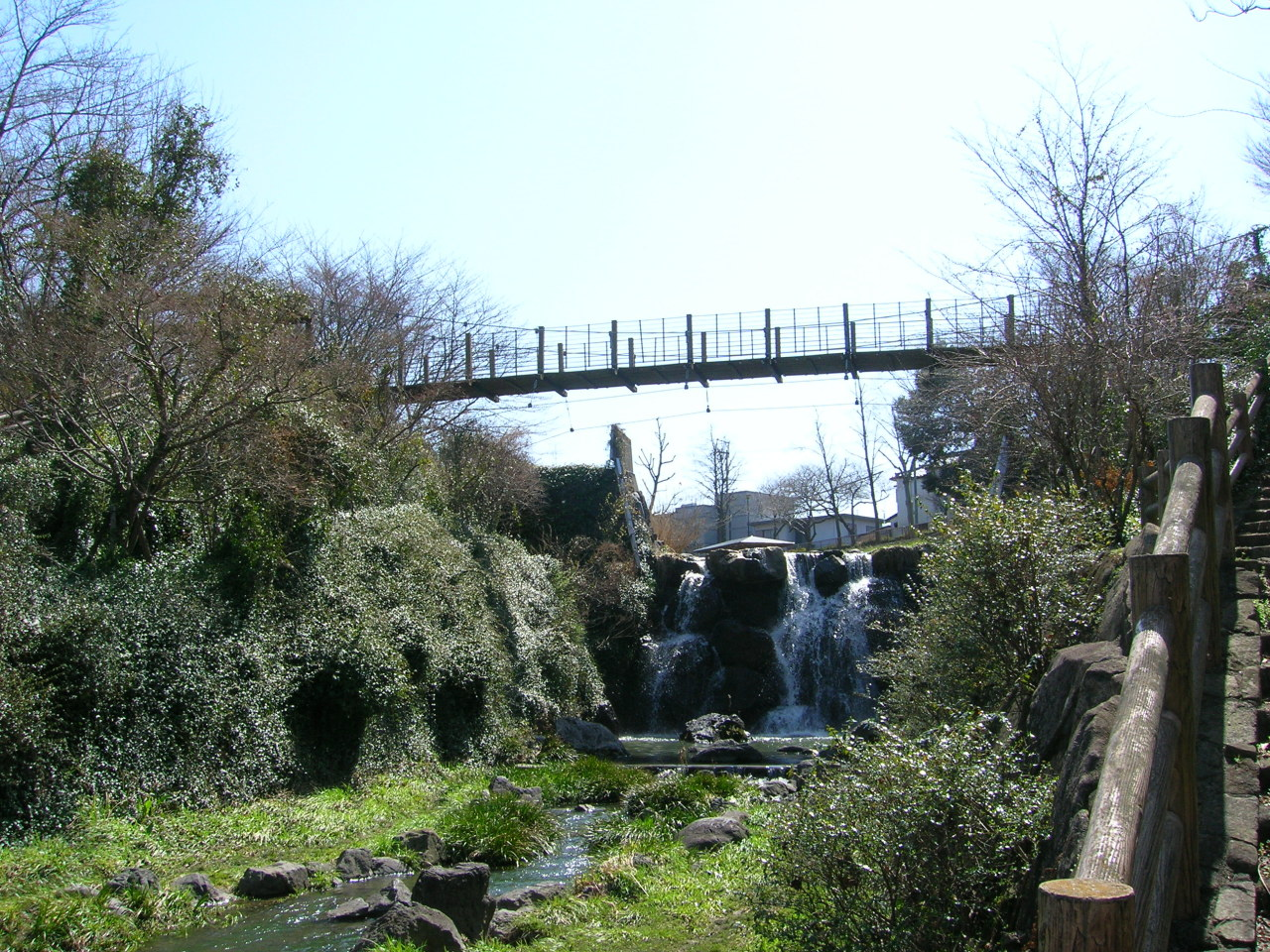
白沢渓谷
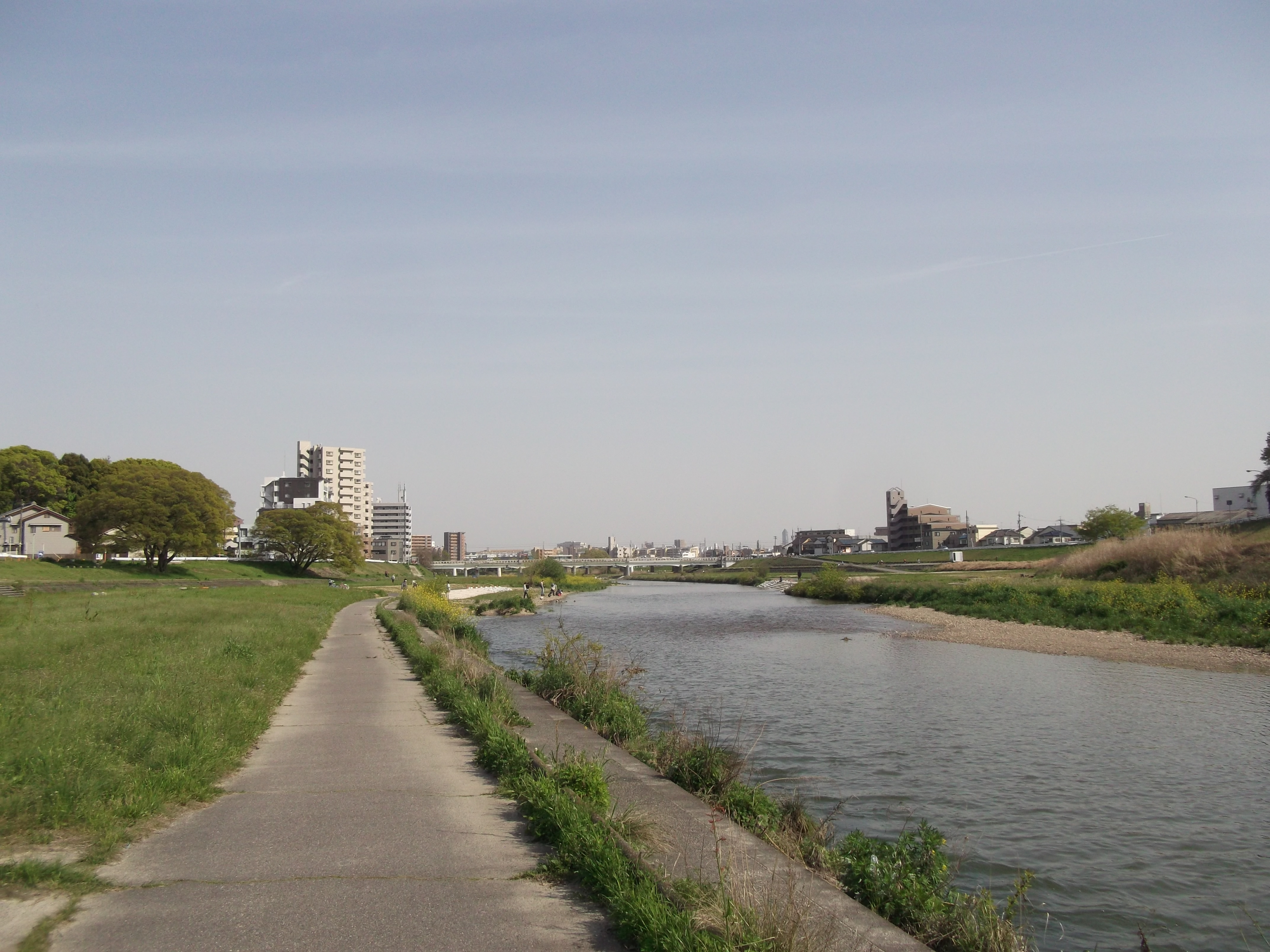
矢田川橋緑地公園

- 東谷山フルーツパーク[1]
- 志段味スポーツランド
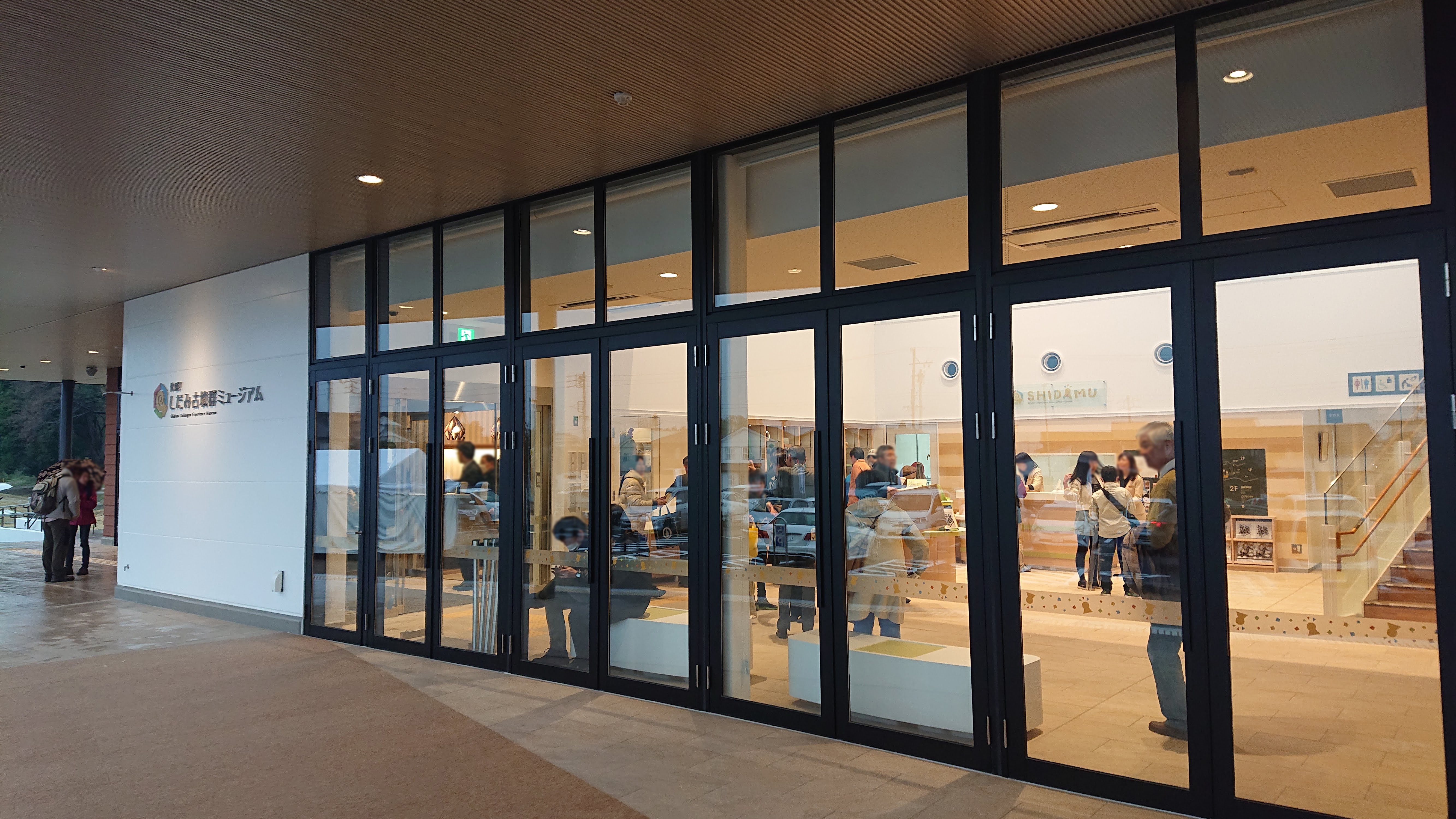
歴史の里 しだみ古墳群

文化施設
- 翠松園陶芸記念館（唐九郎記念館）
- 体感!しだみ古墳群ミュージアム

温泉
- 竜泉寺の湯（日帰り温泉施設）

- 龍泉寺城
- 強巴林
- 尾張戸神社
- 白沢渓谷
- 矢田川橋緑地公園
- 歴史の里しだみ古墳群

## 文化・名物

### 祭事・催事
主な催事
- シダレザクラまつり

### 郷土芸能
- 棒の手、神楽、木遣

### スポーツ
スポーツチーム
| チーム        | スポーツ | リーグ                     | 本拠地 | 設立   |
| ------------- | -------- | -------------------------- | ------ | ------ |
| FC.SIRIUS尾張 | サッカー | 西尾張社会人サッカーリーグ |        | 2009年 |

## 出身の人物

### ゆかりのある人物
- 桐生悠々（ジャーナリスト、評論家）- 守山区で死去。
- 小出保太郎（世界最高齢男性）- 守山区に在住していた。
- 清水信一（宗教家）- 守山区に宗教法人天祖光教を立教した。
- 石川栄次郎（実業家、土木技術者）- 守山区の自宅で死去。
- 高綱公子（切り絵作家）- 守山区在住。
- 鄭海澄（空軍中尉、鄭蘋茹の兄）- 名古屋飛行学校（名古屋市守山区）に在学していた。